# Thomas Bruce (7e comte d'Elgin)
Pour les articles homonymes, voir Lord Elgin, Thomas Bruce et Bruce.
Thomas Bruce dit Lord Elgin, né le 20 juillet 1766 dans la résidence familiale de Broomhall House (Fife) et mort le 14 novembre 1841 à Paris, 7e comte d'Elgin et 11e comte de Kincardine, fut un diplomate et militaire britannique, surtout connu pour avoir transporté le décor sculpté du Parthénon d'Athènes à Londres.
Thomas Bruce devint Lord Elgin à cinq ans, après les morts de son père et de son frère aîné. Ses études le menèrent à Paris et Dresde. Il commença une carrière militaire, qui resta virtuelle même s'il finit au grade de général en 1837. Il fit surtout une carrière diplomatique d'abord à Vienne, puis Bruxelles et Berlin. Il fut en 1798 approché personnellement par le roi George III qui désirait nommer un ambassadeur auprès de la Sublime Porte à Constantinople. En effet, le Royaume-Uni n'y était alors représenté que par les agents commerciaux de la Levant Company. Lord Elgin quitta la Grande-Bretagne en septembre de l'année suivante avec sa jeune épouse enceinte et une importante suite. L'ambassadeur fut accueilli de façon fastueuse dans la capitale ottomane. Là, il se heurta immédiatement à l'agent de la Levant Company John Spencer Smith et au frère de celui-ci l'amiral William Sidney Smith. Les difficiles relations entre les trois hommes ternirent les négociations autour de l'évacuation de l'Égypte par les troupes françaises et entraînèrent la bataille d'Héliopolis (1800).
Avant son départ, Lord Elgin avait été convaincu par l'architecte Thomas Harrison de faire en sorte que son ambassade fût « profitable aux Beaux-Arts en Grande-Bretagne ». Une partie des employés d'Elgin fut embauchée dans ce but. À Athènes, sous la direction de Giovanni Battista Lusieri, ils enlevèrent de l'Acropole entre 1801 et 1805 : sur le Parthénon : 12 statues des frontons, 156 plaques de la frise et 13 métopes ; la frise du temple d'Athéna Nikè et une cariatide de l'Érechthéion. En tout, plus de 200 caisses quittèrent la Grèce.
La fin de la vie de Lord Elgin fut marquée par les scandales, les procès et les difficultés financières. Prisonnier de Napoléon, il perdit toute possibilité de poursuivre sa carrière diplomatique. En 1807-1808, après un long procès et un Acte du Parlement, il divorça de sa première épouse Mary Nisbet, après l'infidélité de celle-ci. Surtout, les « marbres Elgin » furent la ruine de ses finances et de sa réputation. Il fut très critiqué pour ses « déprédations » à Athènes par des personnalités telles que Lord Byron.

## Biographie

### Famille et éducation
Thomas Bruce était le cinquième des huit enfants et deuxième des quatre fils de Charles Bruce et de son épouse Martha White. La famille était politiquement proche de William Pitt le Jeune et Henry Dundas qui aidèrent la carrière de Thomas Bruce.
En 1771, Thomas Bruce perdit son père et son frère aîné et hérita des titres, à peine âgé de cinq ans. Lord Elgin commença son éducation à la Cormick's School à Wandsworth (banlieue sud de Londres). En 1775, il était à la Harrow School puis à partir de 1778 à la Westminster School. Il fréquenta l’université de St Andrews entre 1782 et 1786 avant d'étudier le droit à la Sorbonne. Il passa aussi un an à Dresde pour apprendre l'allemand, profitant de son séjour pour visiter d'autres villes allemandes,,.
Juste avant de partir pour son ambassade auprès de l'Empire ottoman, Lord Elgin épousa le 11 mars 1799 Mary Nisbet. Elle était considérée comme très belle, et était aussi la fille unique d'un très riche propriétaire terrien de Dirleton (leurs revenus étaient estimés à 18 000 £ par an),,. La fortune de son épouse n'était pas un détail pour Elgin qui se trouvait déjà endetté : il avait beaucoup dépensé pour les débuts de sa carrière diplomatique mais aussi pour le réaménagement de la résidence familiale de Broomhall. Des domaines de la famille Bruce en Écosse étaient extraits de la chaux et du charbon qui firent sa fortune. La propriété familiale de Broomhall avait été construite pour Charles Bruce, le 5e comte d'Elgin, par John Adam. Thomas Bruce la fit raser et fit construire à partir de 1796, un bâtiment plus grand, plus grandiose, dans le goût néoclassique. Il engagea l'architecte Thomas Harrison. Sa fortune ne fut cependant pas suffisante pour couvrir les coûts exorbitants des travaux ; Elgin emprunta et s'endetta, sans réussir à rembourser ; la fortune Nisbet était donc la bienvenue,.
La jeune femme avait 21 ans et Elgin près de 33 ans. Elle avait hésité avant d'accepter de l'épouser, principalement car elle craignait le voyage en temps de guerre à travers l'Europe et le séjour prolongé dans l'Empire ottoman. Elgin proposa de renoncer à son poste d'ambassadeur et les parents de la jeune femme surent montrer à celle-ci l'avantage pour une famille bourgeoise de contracter un mariage avec une famille de la haute noblesse. Lord Elgin obtint cependant du Foreign Secretary de retarder un peu son départ afin qu'il s'accoutumât à la vie maritale. Les lettres de Lady Elgin à ses parents fournissent une source inestimable pour la période de l'ambassade à Constantinople. Les époux semblent avoir eu dans les premiers temps une relation faite d'affection, pouvant laisser supposer que le mariage n'était pas qu'un mariage de raison. Ils eurent deux fils et trois filles. Leur premier fils naquit à Constantinople en avril 1800. Leur divorce, pour adultère de sa part à elle, nécessita un Acte du Parlement après des procès devant les justices anglaise et écossaise (1807-1808). Cela causa un important scandale.
Elgin se remaria le 21 septembre 1810 avec Elizabeth Oswald, fille de James Townsend Oswald. Ils eurent cinq fils et trois filles, dont James, l'héritier du titre et gouverneur général des Indes, et Augusta Stanley qui fut dame de compagnie de la reine Victoria.

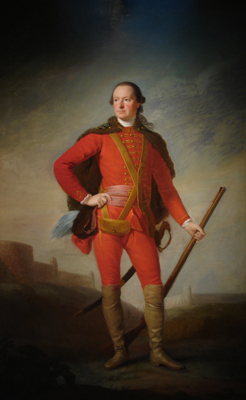
Charles Bruce (5e comte d'Elgin)
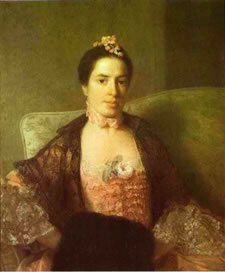
Martha White (en)
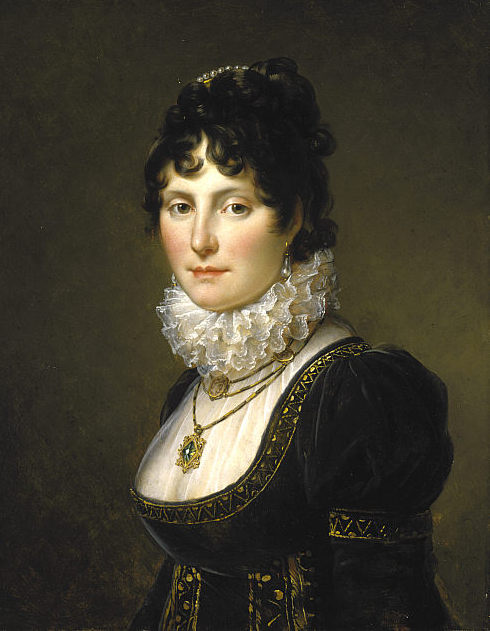
Mary Nisbet

### Carrière militaire et politique
En 1785, Thomas Bruce entra comme enseigne au 3e régiment des Scots Guards. Lorsque les guerres révolutionnaires commencèrent en 1793, il fut chargé du financement d'un régiment de « Fencibles » (milice de défense côtière) dont il devint le lieutenant-colonel. Bien qu'il ne commandât jamais son régiment qui ne vit jamais le feu, Lord Elgin monta régulièrement en grade, jusqu'à obtenir celui de général en 1837,,.
En 1790, Lord Elgin désira se lancer en politique. Les pairs écossais n'étant pas de droit membres de la Chambre des lords, il devait y être « élu ». Il se tourna alors vers Henry Dundas qui contrôlait le processus. Il fut rapidement désigné parmi les seize pairs représentants de l'Écosse à la Chambre des lords. Il conserva ce siège jusqu'en 1807. Il participa aux activités de la Chambre autant que ses autres obligations le lui permirent,,.

### Premiers postes diplomatiques
En 1791, Robert Murray Keith, le ministre plénipotentiaire britannique auprès du Saint-Empire romain germanique tomba malade. Le gouvernement britannique désirait le replacer rapidement, afin de poursuivre les négociations pour convaincre le nouvel empereur Léopold d'entrer dans ce qui allait devenir la Première Coalition contre la France de la Révolution. Henry Dundas avait été favorablement impressionné par les premières activités de Lord Elgin à la Chambre des lords. Il lui proposa le poste. Elgin l'accepta immédiatement. Il dîna avec le Premier ministre William Pitt le soir même. Celui-ci lui expliqua ce qu'il attendait de lui en politique étrangère. À la fin de la soirée, en raison de ce que Pitt considérait comme une urgence, le Premier ministre se fit apporter encre et papier et lui rédigea ses instructions. Elgin était « Envoy-Extraordinary ». Il partit le lendemain,,. Le diplomate britannique accompagna l'Empereur autrichien dans sa tournée des territoires italiens pour tenter de l'amener dans l'alliance britannique. S'il n'y réussit pas, sa réputation diplomatique était cependant faite.
Quand Keith reprit son poste à Vienne, le gouvernement envisagea de continuer à employer Lord Elgin. Il présentait en effet plusieurs avantages. Sa fortune était modeste, ce qui l'obligeait à se trouver un emploi ; mais elle était suffisamment importante pour que l'appât du gain ne fût pas sa seule motivation. Enfin, il faisait partie des tories dévoués au gouvernement. Le poste d'ambassadeur auprès du royaume de Prusse lui fut proposé. Elgin préférait Bruxelles (Pays-Bas autrichiens) car il serait plus proche de Londres où il comptait poursuivre son travail à la Chambre des lords. À sa demande, il y fut donc nommé « Envoy-Extraordinary ». Il passa presque tout son temps à faire la liaison avec l'armée du Saint-Empire qui affrontait les troupes françaises. Il ne quitta la Belgique que lorsque ces dernières l'emportèrent définitivement,,.
Il revint en Grande-Bretagne en 1794-1795, partageant son temps entre Londres et l'Écosse,. En 1795, Lord Elgin ne put plus refuser et fut nommé ministre plénipotentiaire à Berlin. C’est là qu'il devint l'ami de John Tweddell,,. Elgin resta en poste près de trois ans. Il découvrit, à sa naïve surprise la réalité de la diplomatie européenne : les intrigues, la diplomatie parallèle et le « renseignement. » Une bonne partie aussi de son activité nécessitait sa participation à la vie mondaine de la capitale prussienne. Il semble ne pas y avoir excellé : il était absent régulièrement pour aller prendre les eaux dans diverses stations balnéaires d'Allemagne (pour soigner ses « rhumatismes », plus probablement sa syphilis) ; il était un hôte assez froid ; très souvent, sa porte n'était ouverte le soir qu'à sa « favorite » Madame Ferchenbeck.
Il revint brièvement en Grande-Bretagne en 1798, après la noyade accidentelle de son frère James. En décembre de la même année, il était nommé ambassadeur auprès de la Sublime Porte du sultan Sélim III à Constantinople,,.

### Ambassadeur à Constantinople

#### Organisation de l'ambassade

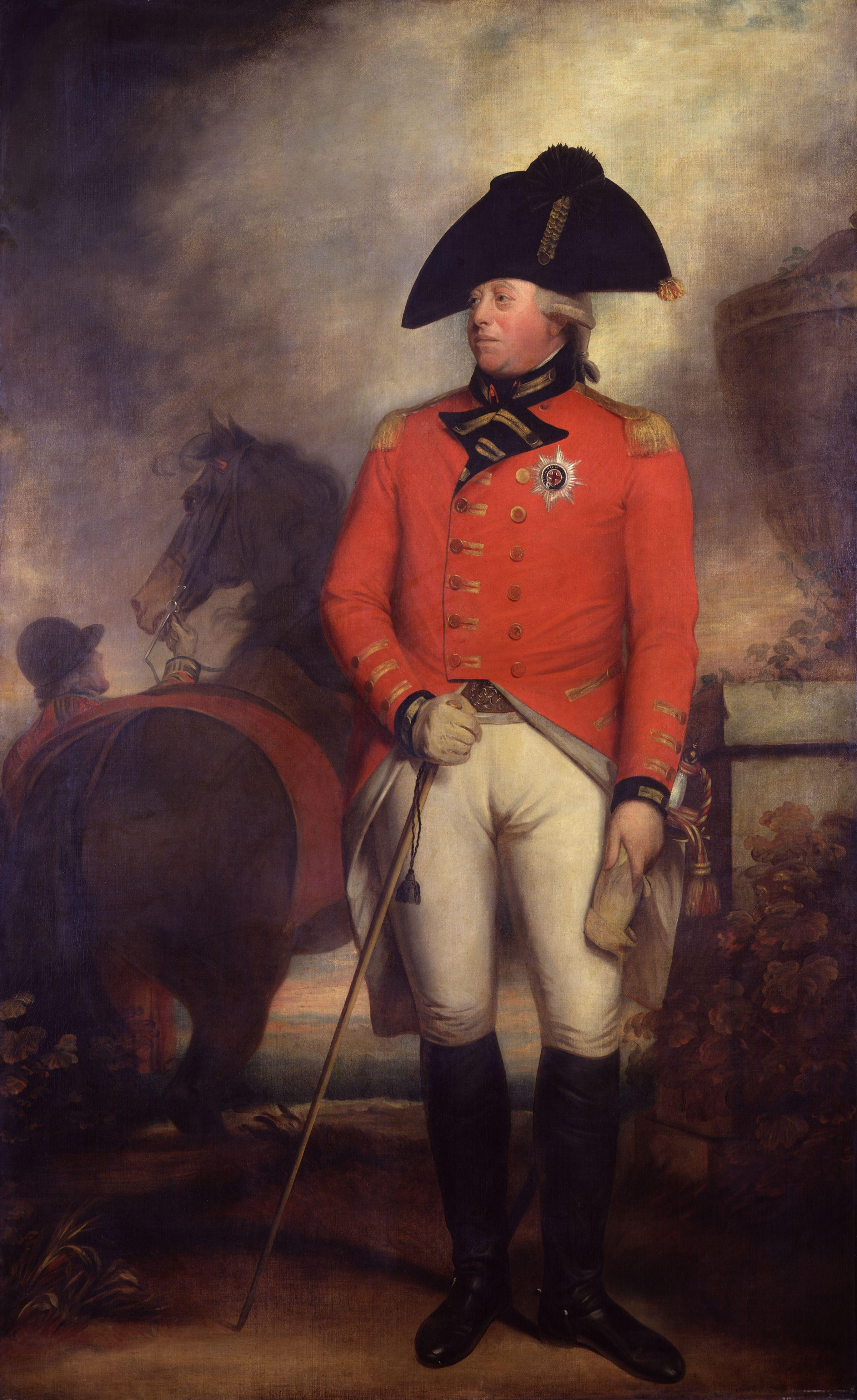
Portrait de George III réalisé par William Beechey en 1799/1800.

En août 1798, Lord Elgin assistait à un bal donné par le roi George III dans sa résidence de Gloucester Lodge à Weymouth. Le souverain lui expliqua, lors d'une conversation particulière, qu'il songeait à envoyer un ambassadeur à Constantinople. En effet, le Royaume-Uni montrait peu d'intérêt pour l'Empire ottoman : il n'y avait pas toujours d'ambassadeur ; parfois un simple chargé d'affaires l'y représentait ; parfois même, il laissait les relations diplomatiques à la Levant Company qui disposait même du privilège de nommer tous les diplomates (ambassadeur, consuls et leurs employés) auprès de toutes les puissances levantines. Même si la compagnie commerciale était alors en déclin, le gouvernement britannique maintenait la fiction de son rôle diplomatique en lui demandant d'approuver les ambassadeurs. Le dernier ambassadeur, Robert Liston, était rentré en 1794. Depuis lors, son ancien secrétaire particulier, John Spencer Smith, par ailleurs employé de la Levant Company, faisait office de chargé d'affaires. Cependant, le débarquement de Bonaparte en Égypte et la victoire française aux Pyramides changèrent la donne. L'Empire ottoman devenait un allié potentiel dans la guerre que la Grande-Bretagne menait contre la France. Spencer Smith fut chargé d'entamer les négociations, tandis qu'une mission militaire, commandée par le général Koehler, était envoyée pour proposer de moderniser l'armée ottomane et tandis surtout que la flotte commandée par William Sidney Smith (le propre frère du chargé d'affaires) entrait en action. Pour donner encore plus de poids à l'amiral, le gouvernement britannique lui accorda le rang diplomatique de ministre plénipotentiaire. Ses victoires navales et terrestres (en Syrie) augmentèrent encore sa renommée, alors que le gouvernement britannique avait décidé de nommer un véritable ambassadeur.
Le roi, lors du bal à Gloucester Lodge, suggéra en effet à Lord Elgin de se porter candidat au poste d'ambassadeur à Constantinople. Au mois de novembre suivant, depuis Brighton où il séjournait pour sa santé, Elgin écrivit en ce sens au Foreign Secretary Lord Grenville. En décembre, il était nommé. Ses instructions (vingt-six pages) étaient d'un côté très générales et de l'autre très précises. Il devait, comme ce serait le cas pour tous ses successeurs, veiller aux intérêts de Sa Majesté et des sujets britanniques, promouvoir leurs activités commerciales et protéger les Chrétiens de l'Empire ottoman, avec un intérêt particulier pour les Protestants. Il devait aussi, plus précisément essayer d'obtenir de la Porte l'ouverture de la mer Noire au commerce britannique et encore plus spécifiquement y obtenir des droits d'exploitation du bois. Il devait demander l'autorisation d'installer un relais de poste à Suez et dans d'autres ports de l'Empire. Son objectif principal, non écrit tellement il semblait évident, était de travailler à l'expulsion des Français d'Égypte en particulier et de Méditerranée orientale en général.
Le nouvel ambassadeur commença immédiatement à recruter son personnel. Il se choisit William Richard Hamilton comme premier secrétaire particulier et John Philip Morier comme second secrétaire particulier. Les deux hommes avaient tous les deux 22 ans ; ils entraient dans la carrière diplomatique et Constantinople seraient leur premier poste. Philip Hunt, âgé de 28 ans, fut recruté comme chapelain.

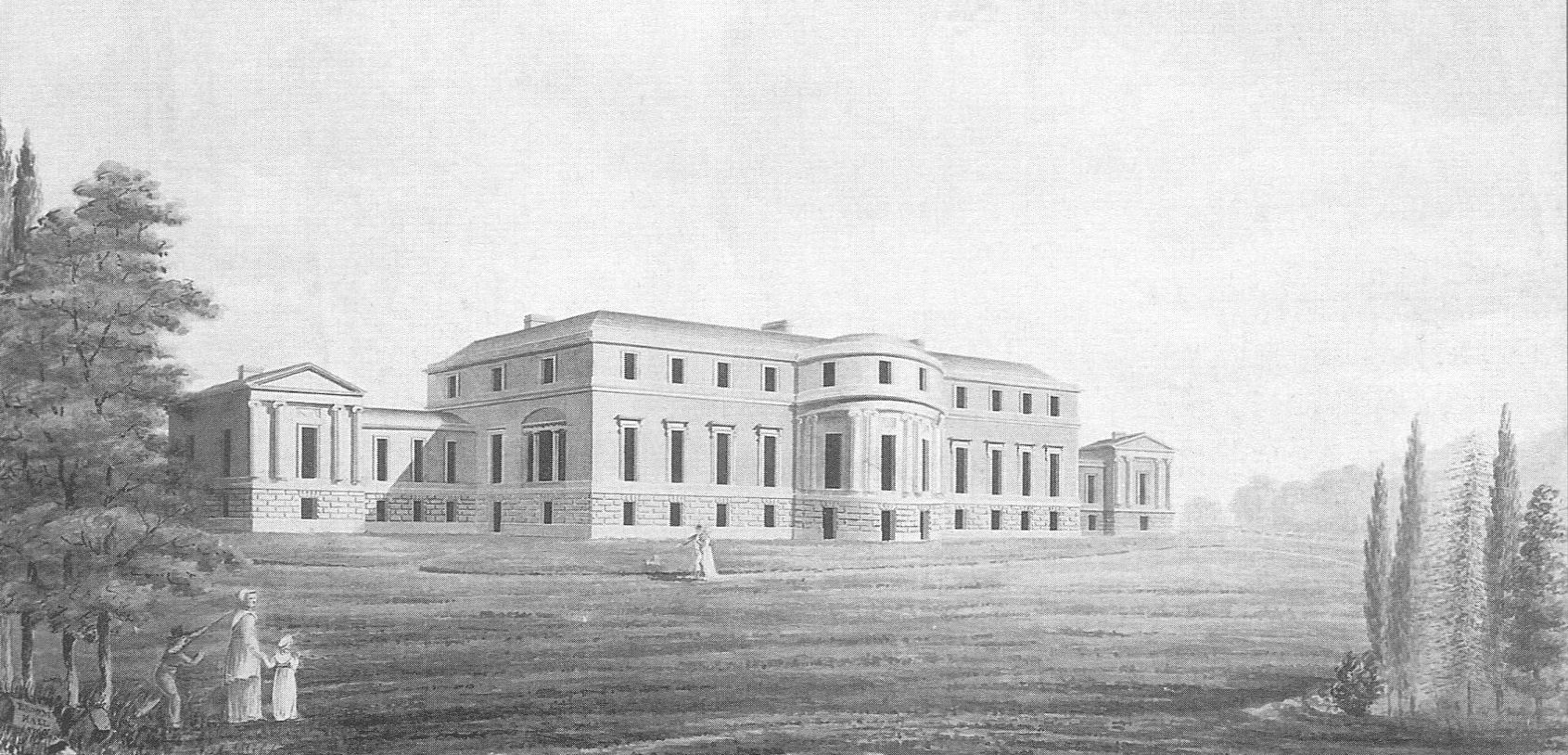
Broomhall, la résidence Elgin, aménagée par Thomas Harrison.

Thomas Harrison, l'architecte spécialisé dans le Greek Revival, chargé des travaux de Broomhall, apprenant que son patron partait pour l'Empire ottoman lui suggéra d'utiliser l'occasion de son ambassade pour augmenter la connaissance de l'architecture antique en Grande-Bretagne. Selon Harrison, les plus beaux exemples d'architecture classique se trouvaient non pas à Rome, mais à Athènes. L'idée était de publier une étude des bâtiments antiques de la cité alors sous domination ottomane, ainsi que de réaliser des moulages des éléments remarquables d'architecture et de sculpture. Il n'était alors pas envisagé de prélever directement sur les bâtiments des exemples de sculpture antique,,. Lord Elgin s'enthousiasma. Régulièrement par la suite, il déclara que son ambassade se devait d'être « profitable aux Beaux-Arts en Grande-Bretagne » ; se devait de « faire progresser le bon goût en Angleterre » ou se devait « faire avancer la littérature et les arts ».
Lord Elgin présenta le projet à Lord Grenville, Henry Dundas et William Pitt le Jeune, suggérant que le gouvernement britannique finançât un artiste et des ouvriers pour dessiner et réaliser des moulages architecturaux. Il ne convainquit pas. Grenville répondit que le travail avait déjà été en grande partie réalisé (il faisait probablement référence aux Antiquities of Athens de Stuart et Revett) et que le Foreign Office ne disposait pas de fonds pour ce genre de projet. Elgin décida alors de le financer lui-même. Il contacta à cet effet le président de la Royal Academy, Benjamin West qui relaya la proposition aux membres de l'Académie. Elgin rencontra divers artistes : Thomas Girtin, Robert Smirke ou William Daniell. Les contrats proposés par Elgin ne satisfirent pas les peintres. Selon Daniell, il aurait été rémunéré 30 livres par an (soit moitié moins que le valet de pied du comte). Turner fut ensuite contacté. Comme il commençait à être connu, il put poser ses conditions. Il voulait, selon les versions entre 400 et 800 livres par an et exigeait de conserver la pleine propriété des dessins et croquis qu'il réaliserait. Cette fois, ce fut Elgin qui refusa. Il avait en fait en tête l'exemple du peintre allemand au service d'un de ses prédécesseurs, Robert Ainslie qui avait été payé 50 guinées par an et dont les œuvres étaient devenues la pleine propriété d'Ainslie. Les Britanniques étant trop chers, Elgin décida que son secrétaire particulier Hamilton recruterait les artistes en Italie,,.
Au même moment, les évêques de Lincoln (George Pretyman Tomline) et de Durham (Shute Barrington) avaient suggéré d'envoyer un érudit à la recherche de manuscrits anciens dans les bibliothèques de l'Orient, à Constantinople, au mont Athos ou ailleurs. Le gouvernement britannique accepta de financer ce projet. Les évêques suggérèrent d'abord d'envoyer Richard Porson. Finalement, Joseph Dacre Carlyle, un orientaliste professeur d'arabe à l'université de Cambridge fut attaché à l'ambassade Elgin,,. Une légende tenace courait en effet en Occident à propos de la bibliothèque du Sérail : comme le palais avait été celui des Empereurs byzantins et que les Ottomans y avaient fait peu de transformations, alors, la bibliothèque impériale devait encore s'y trouver. Le problème était bien sûr que le Sérail était interdit aux chrétiens. Elgin devait donc faire en sorte d'en obtenir l'accès pour Carlyle.
Il devint alors évident à Lord Elgin que son ambassade allait lui coûter très cher. Il mena d'âpres négociations avec les ministres pour obtenir un traitement digne de sa fonction. Il transigea à une somme bien inférieure à ce qu'il espérait : 6 600 £ par an plus la prise en charge de quelques frais. Cela eut des conséquences immédiates. Philip Hunt, qui a laissé de nombreuses lettres fournissant donc des sources inestimables, découvrit en arrivant à Londres qu'il ne serait vraisemblablement payé qu'à la fin de l'ambassade. Il dut emprunter à sa famille et embarqua avec seulement 12 guinées en poche.
En août 1799, l'ensemble des membres de l'ambassade étaient réunis à Portsmouth pour embarquer sur la frégate HMS Phaeton, commandée par James Nicoll Morris (en). En effet, le Royaume-Uni étant en guerre, il fallait protéger l'ambassadeur et sa suite. Le navire était d'ailleurs armé en guerre et était fort peu confortable pour l'ensemble de ses passagers : Lord et Lady Elgin, les deux secrétaires particuliers Hamilton et Morier, le chapelain Hunt, le professeur Carlyle, le médecin McLean, le courrier Duff, trois femmes de chambre de Lady Elgin et des bonnes et des chiens en nombre indéterminé. Hunt raconte dans une lettre comment les cinq hommes de la suite (Duff exclu) partageaient un compartiment avec treize grosses malles et de très nombreuses petites, la bibliothèque de voyage, des couvertures, des tapis, des balais et un canon de 18 livres et ses munitions. Le plus gros des bagages (carrosse, pianos, meubles, vaisselle et cadeaux à destination de l'administration ottomane) avec le reste des domestiques avait déjà été envoyé sur un gros navire de commerce. Le 3 septembre 1799, le navire appareilla.

#### Voyage à escales
En septembre 1799, Lady Elgin était enceinte de deux mois. Dès les premières heures du voyage en mer, son état devint évident : elle fut immédiatement malade. Le médecin de l'ambassade ne put rien pour elle. Il fallut se résoudre à faire aussi souvent que possible des escales aussi longues que nécessaires pour lui permettre de se remettre.
Pour les autres passagers, le voyage fut contrasté. Le navire transportant des personnalités, son capitaine avait embarqué nourriture fraîche et vins fins pour sa table. Morris y dînait avec Lord Elgin et certains de ses officiers (comme le jeune Francis Beaufort) ainsi que certaines personnes de la suite de l'ambassadeur. Les premières déceptions, qui allaient sur le long terme jouer contre Elgin, eurent lieu. Le Lord, toujours d'un abord aussi froid, fit preuve de favoritisme, préférant Carlyle aux autres, et les vexant, principalement Hunt. De même, leur patron fut très clair, confirmant leurs craintes. Ils ne seraient payés qu'à la fin de l’ambassade, à leur retour. En attendant, ils devraient couvrir leurs frais sur leurs propres deniers.
La première escale, à Lisbonne, dura quelques jours. L'ambassadeur et sa suite furent reçus par les officiers britanniques stationnés dans la capitale portugaise. Le Phaeton repartit lorsque Lady Elgin se sentit mieux. En approchant du détroit de Gibraltar, le navire se prépara au combat. En effet, il restait un navire de guerre et devait soit anticiper une mauvaise rencontre, soit envisager la nécessité d’arraisonner des navires ennemis. Et ainsi, les 20 et 21 septembre, sans tenir compte de l'état de Lady Elgin, deux navires non identifiés furent pris en chasse et abordés ; ils se révélèrent neutres. L'escale suivante fut Gibraltar. À nouveau, les officiers britanniques jouèrent les hôtes. Plusieurs grandes réceptions furent organisées et la grotte de Saint Michel fut spécialement illuminée pour Lady Elgin.
La traversée entre Gibraltar et la Sicile, nouvelle escale sur la route de Constantinople, prit trois jours. Le Phaeton toucha Palerme tout juste un mois après avoir quitté Portsmouth. Les Elgin s'installèrent pour un séjour plus long, dans un palais voisin de celui que partageaient William Hamilton, l'ambassadeur de Grande-Bretagne auprès du royaume de Sicile, son épouse Lady Hamilton et l'amant de celle-ci Lord Nelson. Quelques jours après leur arrivée, ils furent invités par la reine Marie-Caroline qui désirait rencontrer Lady Elgin. Cela ne fut pas sans causer des difficultés à la jeune femme qui n'avait pas les tenues appropriées pour une réception à la cour. L'aide de Lady Hamilton lui fut alors précieuse. Lord Elgin et sa suite restèrent quinze jours à Palerme. Il s'entretint stratégie avec Nelson et antiquités avec Hamilton ; son épouse profita de la vie de cour ; les autres grimpèrent l'Etna ou explorèrent les ruines antiques. La dernière étape fut ponctuée de multiples escales sur les îles de l'Égée où les hommes s'adonnèrent principalement à la chasse, à la grande impatience de Lady Elgin, toujours aussi malade. Le Phaeton arriva enfin à l'entrée des Dardanelles et relâcha à Ténédos pour attendre le navire qui devait accueillir l'ambassadeur britannique (et des vents favorables pour permettre à la frégate de remonter les détroits).

#### Réception à Constantinople
La réception du nouvel ambassadeur fut grandiose. Le navire amiral de la flotte ottomane, le Sultan Sélim, un navire de ligne de 132 canons, construit en France, commandé par le Capitan pacha, attendait à l'entrée des Dardanelles. Le couple Elgin passa à bord et fut ébahi par la munificence déployée. Les cabines décorées d'armes damasquinées étaient meublées de sofas couverts de soie brodée d'or et d'armoires japonaises. Le dîner fut servi dans de la porcelaine de Dresde et le café présenté dans des tasses ornées de diamants. L'amiral ottoman offrit aux Elgin un modèle réduit du Sultan Sélim, fait de rubis et émeraudes ; trois boîtes de parfum et des châles indiens. Vingt-cinq moutons, six bœufs, du pain et des fruits frais furent transbordés sur le Phaeton pour permettre à l'équipage de festoyer.
Les Britanniques ne se rendirent pas immédiatement dans la capitale ottomane. Ils firent une nouvelle escale, avec une excursion à dos d'âne sur la plaine de Troie. Débarquant près du site de Sigée, le couple Elgin, le capitaine Morris, le major Fletcher (envoyé par le général Koehler qui commandait la mission militaire britannique), Carlyle, Hunt, Morier, McLean, une des femmes de chambre de Lady Elgin appelée Masterman et un domestique grec, se rendirent sur un site qui fut identifié comme celui de Troie. Lord Elgin profita de cette excursion pour acquérir ses premiers marbres, au village de Yenice.

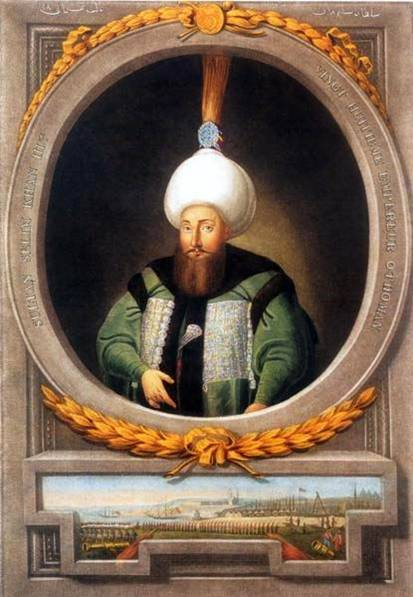
Le Sultan Sélim III.

Une semaine après son entrée dans les détroits, la frégate toucha Constantinople, près de deux mois après avoir quitté Portsmouth. Le couple Elgin fut porté jusqu'à l'ambassade (le Palais de France, libre de ses occupants en raison du conflit franco-ottoman) sur des trônes dorés. Les quinze jours suivants furent marqués par des visites de courtoisie de multiples hauts fonctionnaires ottomans, apportant des cadeaux somptueux : l'un accompagné de 90 serviteurs portant des plateaux de fleurs, fruits et douceurs, un autre se contentant de 30 serviteurs à plateaux. Lord Elgin participait lui aussi à cet échange de cadeaux, offrant montre en or, paire de pistolets ou bijoux aux fonctionnaires et petite babiole aux serviteurs. Fin novembre, l'ambassadeur fut reçu par le Caïmacan pacha qui remplaçait le Grand Vizir qui commandait l'armée en Syrie puis par le Sultan Sélim III lui-même pour lui présenter ses lettres de créance. Lady Elgin voulut absolument assister aux cérémonies, interdites aux femmes. Un stratagème fut alors imaginé, avec l'accord du Caïmacan pacha : elle devrait être habillée en homme ; elle fut inscrite sur la liste des invités en tant que « Lord Bruce, un jeune homme noble ».
Le jour de l'audience auprès du Caïmacan pacha, l'ambassadeur fut accompagné par un important cortège auquel vinrent s'ajouter plusieurs centaines de soldats et serviteurs : il fallut louer un grand nombre de chevaux et bateaux pour traverser vers le Sérail. Le soir un grand bal fut donné à l'ambassade. Trois jours plus tard, pour l'audience auprès du Sultan, toutes les ambassades occidentales contribuèrent au cortège en fournissant chevaux, bateaux, carrosses, chambellans et domestiques. Une troupe de 2 000 janissaires ouvrait la marche. Les Britanniques partirent dès l'aube car le protocole exigeait que le Sultan fit attendre les Occidentaux plusieurs heures à l'entrée de la ville, puis à l'entrée du quartier du Sérail, à l'entrée du palais de Topkapı et enfin dans l'antichambre, signe du mépris d'usage qu'il avait pour eux. Les Ottomans précisèrent cependant que ces insultes apparentes n'étaient qu'une question d'étiquette. Pendant les heures d'attente, des cadeaux furent apportés : de nombreuses luxueuses pelisses et un repas de 26 plats servis sur des plateaux d'argent. Enfin, Elgin, « Lord Bruce » et onze autres furent admis en présence du Sultan, surveillés par les eunuques blancs, les épaules et le cou tenus par les gardes. Après tout le luxe auquel ils avaient été habitués, la salle du trône les déçut. Elle était petite, mal éclairée, avec des fenêtres donnant apparemment sur un poulailler. Le divan du Grand Seigneur ressemblait selon Lady Elgin à « un bon gros lit anglais ». Les échanges de compliments furent formels et courts, mais malaisés car l'étiquette exigeait aussi qu'aucun étranger ne s'adressât directement au Sultan. Lors de deux audiences, on procéda à des échanges de cadeaux. Elgin avait apporté trois sacs de brocart : deux pour ses lettres de créance pour le Grand Vizir et le Sultan et un pour le traité d'alliance. Le Caïmacan pacha lui offrit des pelisses et un cheval avec son harnachement en or. Les cadeaux du Sultan avaient été offerts lors de l'attente. Elgin pour sa part offrit plusieurs pendules, un chandelier, une boîte émaillée et plusieurs mètres de tissus précieux au Grand Seigneur. Les autres hauts fonctionnaires reçurent des pierres précieuses, des tissus (Elgin en offrit près de 900 mètres), des fourrures, des pendules, des montres, des pistolets, etc. Au total, ces cadeaux lui coûtèrent 7 000 £. Après la fin du bal organisé pour célébrer sa réception par le Sultan, Elgin envoya la facture au Foreign Office.

#### Vie dans la capitale ottomane
Une bonne partie de la diplomatie à la fin du XVIIIe siècle se déroulait lors de la vie mondaine. L'ambassade d'Elgin à Constantinople ne fit pas exception à la règle. Son mariage lui avait aussi permis, c'était un de ses buts, d'avoir une hôtesse qui recevrait. Fêtes, bals, concerts, soirées où le whist régnait en maître constituaient le quotidien de la communauté diplomatique dans la capitale ottomane. Les délégations des diverses puissances occidentales rivalisaient de faste pour les réceptions. Lord Elgin n'avait qu'une exigence : le respect du dimanche durant lequel il refusait danse et parties de cartes. Lady Elgin se plaignait d'avoir à constamment recevoir, même s'il semble que cela ne lui ait au fond pas déplu. Celle-ci était aussi devenue amie avec la sœur du Capitan pacha. Les deux femmes se rendaient de fréquentes visites. Il arriva que Lord Elgin trouvât sa femme, habillée en turque, parmi les femmes du harem lorsqu'il rendait visite au grand amiral ottoman. La faveur dont jouissait l'épouse de l'ambassadeur auprès d'une des femmes les plus influentes de la capitale suscita de fortes jalousies dans la communauté féminine occidentale. En avril 1800, naquit le premier fils du couple. Peu de temps après, les parents de Lady Elgin, vinrent, comme ils lui avaient promis, lui rendre visite. Ils restèrent près d'un an.
Cependant, tout n'était pas si agréable. Les journées de l'ambassadeur étaient très longues. Grâce à la faveur dont il jouissait auprès des autorités ottomanes, le cérémonial s'était un peu relâché et l'attente de symbolique mépris dans les antichambres était moins longue. De même, les ministres se déplaçaient parfois jusqu'à l'ambassade. Malgré tout, l'étiquette devait être un minimum respectée ; les négociations étaient difficiles ; les conflits avec la Levant Company et les frères Smith n'arrangeaient pas les choses ; et le soir il y avait les réceptions mondaines. Les épidémies qui infestaient régulièrement la capitale touchaient aussi le couple Elgin. Des deux, Lord Elgin, déjà atteint par une infection de longue durée, souffrit le plus. Il attrapa une maladie de peau qui lui fit perdre une partie du nez et le laissa définitivement défiguré.

#### Difficultés avec les frères Smith

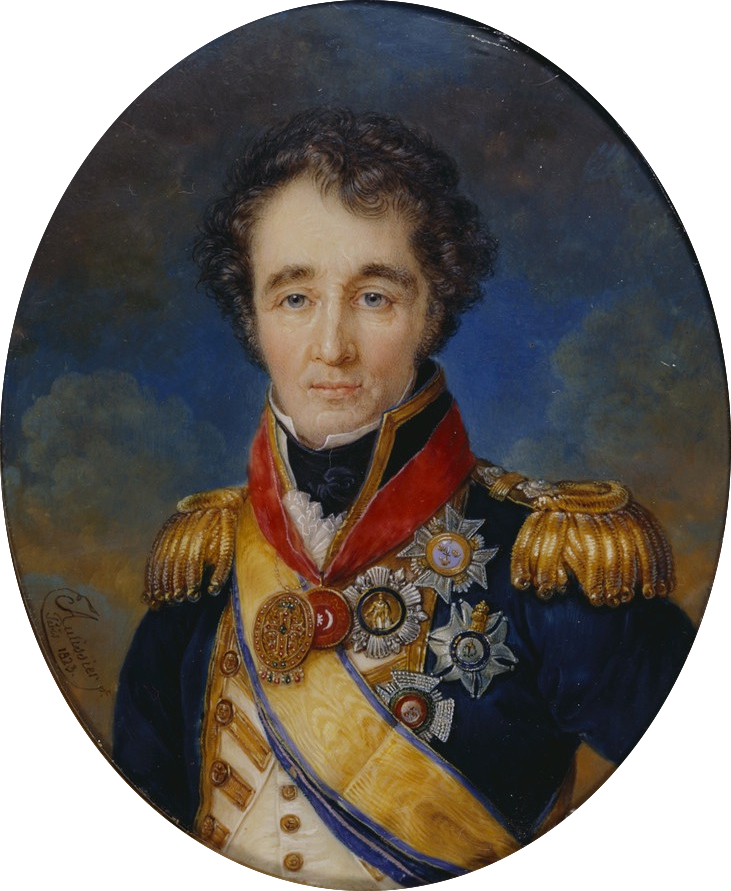
William Sidney Smith

À Constantinople, Lord Elgin se heurta rapidement à John Spencer Smith. Le secrétaire particulier de l'ancien ambassadeur Robert Liston avait été nommé chargé d'affaires pendant l'intérim. La nomination d'Elgin entraîna sa rétrogradation au poste de Secrétaire d'ambassade, même si, pour ménager sa susceptibilité, il avait obtenu le titre de « ministre plénipotentiaire honoraire ». Comme il était aussi le représentant de la Levant Company, il était plus ou moins convenu que le nouvel ambassadeur se chargerait des relations diplomatiques et que Spencer Smith prendrait en charge les relations commerciales,. Spencer Smith était de plus soutenu par son frère, William Sidney Smith, amiral de la flotte britannique en Méditerranée orientale.
Les deux frères avaient fait remarquer, dans deux courriers différents, à Lord Grenville, dès la nomination d'Elgin, que l'annonce de l'envoi d'un ambassadeur allait fragiliser la position de Spencer Smith lors des négociations avec les autorités ottomanes qui pourraient craindre d'avoir à tout recommencer. Le Foreign Secretary se contenta de conférer à Spencer Smith le rang de ministre plénipotentiaire honoraire. En fait, dès janvier 1799, les frères Smith avaient fait entrer l'Empire ottoman dans l'alliance britannique. Il ne restait plus à Elgin qu'à la signer formellement. Ils avaient même obtenu l'ouverture de la mer Noire au commerce britannique alors que le Lord était encore en Sicile. Ils avaient donc déjà réalisé les missions que le roi avait confiées à son ambassadeur. Ils ne voyaient donc pas l'intérêt de celui-ci. Le biographe de William Sidney Smith évoquait en 1848 un dialogue entre l'amiral et le Grand Vizir. Celui-ci aurait interprété la nomination d'un noble grand propriétaire terrien écossais en termes ottomans, considérant que le roi d'Angleterre devait lui aussi apaiser ses « chefs des montagnes ». À cette occasion, il aurait aussi identifié le nom d'Elgin au terme arabe « Elkin » signifiant « mauvais génie », « diable » et voyant dans l'envoi de cet ambassadeur un mauvais signe,,.
John Spencer Smith avait bien sûr promis d'aider le nouvel ambassadeur. En réalité, il poursuivit sa politique personnelle, laissant son supérieur hiérarchique dans l'ignorance de la plupart de ses démarches : une bonne partie des documents n'était jamais remise à Elgin ; la correspondance avec les autres diplomates dans l'Empire ottoman s'arrêtait sur le bureau de Spencer Smith ; il rencontrait régulièrement les autorités ottomanes sans se concerter d'abord avec l'ambassadeur sur le contenu des discussions et sans rendre de rapport. La confusion était totale : Spencer Smith se plaignait de son ambassadeur auprès des Ottomans qui, de leur côté, informaient Elgin (leur principal interlocuteur d'un point de vue protocolaire) des démarches de Spencer Smith, à la condition que l'ambassadeur ne révélât pas que les informations venaient d'eux. Le Lord faisait des remontrances régulières à son Secrétaire d'ambassade, qui promettait de s'amender, sans rien changer de son attitude.
Les relations ne furent guère plus faciles avec le frère amiral, William Sidney Smith. Celui-ci continuait à se prévaloir de son titre de ministre plénipotentiaire, qu'il avait pourtant perdu dès la réception d'Elgin par le Sultan. De plus, fort de ses victoires, il continuait ses pourparlers avec les Français bloqués en Égypte et en Syrie, ne les détrompant pas lorsqu'ils supposaient qu'il négociait pour les Britanniques et les Ottomans. Le Grand Vizir, qui commandait les troupes ottomanes, se sentit humilié ; Elgin se trouva dans une position difficile : il ne semblait pas capable de tenir son subordonné. Pourtant, il ne put rien faire de plus que réprimander Sydney Smith, sans même pouvoir lui interdire de poursuivre ses négociations.
Même le général Koehler, qui commandait la mission militaire britannique, causait des difficultés à l'ambassadeur. Le général s'était donné le titre prestigieux de « Général commandant les forces terrestres de Sa Majesté dans les territoires ottomans », un total de soixante-seize hommes. Il exigeait qu'on lui montrât le respect lié à ce titre. Il s'était rendu très impopulaire auprès des autorités ottomanes.

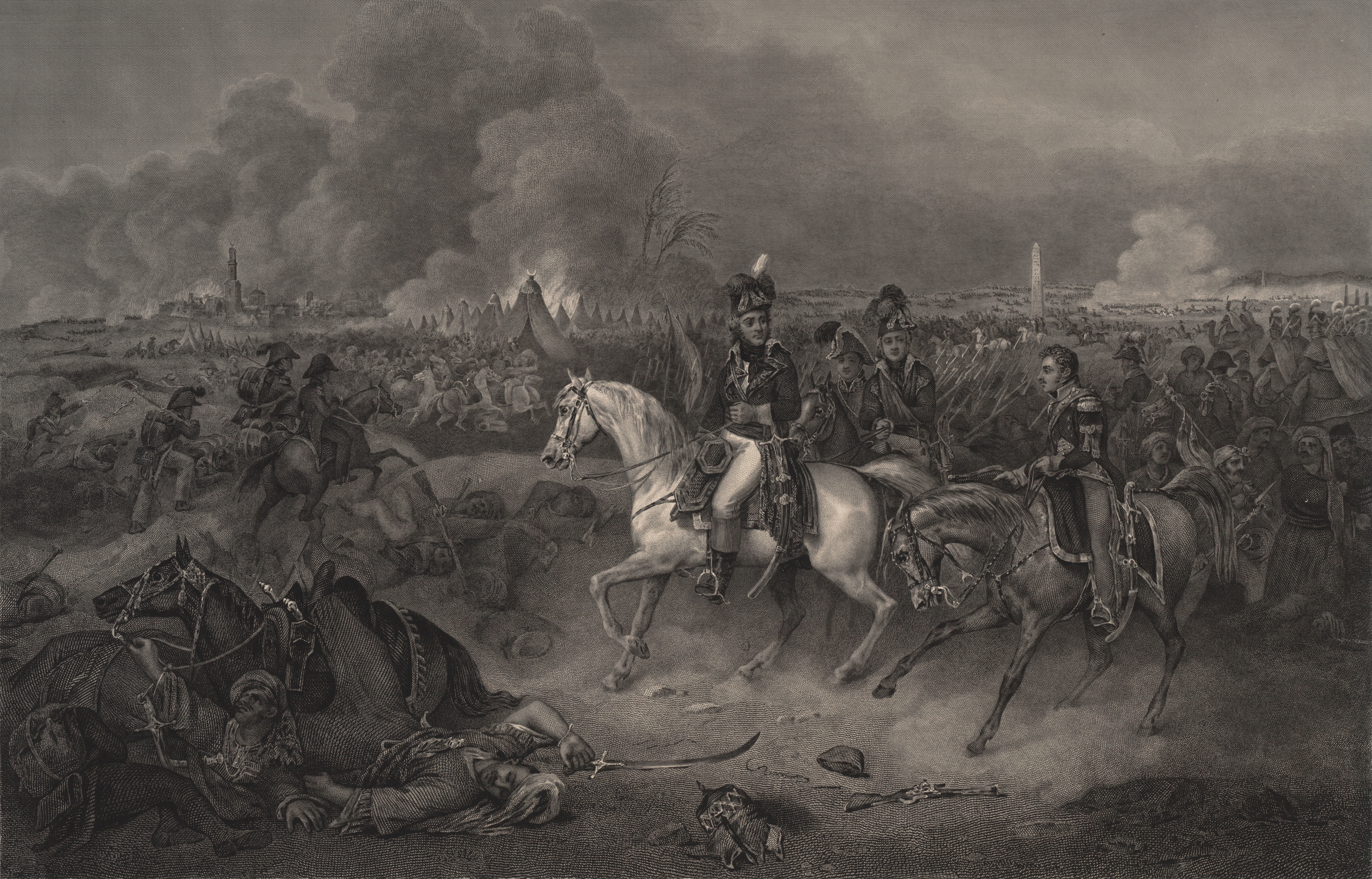
Bataille d'Héliopolis, par Jean-Charles Langlois.

Tous, Elgin, les frères Smith et le général Koehler, bombardaient Lord Grenville de courriers où ils se plaignaient les uns des autres. Le ministre n'y prêta pas attention jusqu'au désastre de la convention d'El Arish. Les négociations de Sydney Smith avaient abouti le 24 janvier 1800 à la signature entre le Grand Vizir et Kléber de la convention qui aurait permis aux troupes françaises d'évacuer l'Égypte. La flotte de Nelson devait servir au transport des soldats à qui Elgin commença à distribuer des sauf-conduits. Le 24 février, l'ambassadeur reçut du ministre Grenville une dépêche datée du 13 décembre 1799 interdisant tout autre accord qu'une reddition française sans condition. La convention était nulle et non avenue. Elgin se rendit auprès de la Porte pour trouver une solution honorable. Les célébrations de Baïram battant leur plein, il ne trouva aucun interlocuteur pendant près de quinze jours. Il lui fallut reconnaître auprès des autorités ottomanes que, bien que se prévalant du titre de ministre plénipotentiaire, Sydney Smith n'avait aucune légitimité réelle pour négocier. Les Ottomans suggérèrent alors une solution qui horrifia le gentleman en Elgin. Ils proposèrent de continuer comme si la convention était toujours en effet, d'embarquer les troupes françaises et une fois à bord des navires britanniques leur signifier la rupture de la parole donnée et de les faire prisonnières. Elgin refusa, mais la suggestion circula. Finalement, le 28 mars arriva une nouvelle dépêche de Grenville, acceptant la convention, après que sa dénonciation avait été signifiée aux Français le 18 mars. Surtout, elle arriva après que Sydney Smith avait évoqué auprès des Français la rumeur d'une trahison potentielle à bord de la flotte britannique. Cela entraîna la bataille d'Héliopolis le 20 mars, toujours avant l'arrivée du courrier du Foreign Secretary. Le conflit se poursuivit pendant quinze longs mois et l'évacuation finale des Français se fit dans des termes presque similaires à ceux de la convention d'El Arish. L'absence, parmi les Britanniques, d'une définition claire des pouvoirs et de l'autorité fut la cause de ce fiasco.
Dans l'attribution des responsabilités, Elgin fut assez facilement exonéré par son gouvernement qui blâma plutôt Sydney Smith. Par contre, pour Bonaparte, Elgin avait comploté avec les Ottomans contre la France, prévoyant même le massacre des troupes françaises à bord des navires britanniques. Pour le Premier Consul, Elgin était aussi responsable du mauvais traitement des Français dans les prisons de Constantinople, voire de la défaite d'Aboukir (plus d'un an avant l'arrivée d'Elgin dans l'Empire ottoman). Napoléon s'en souviendrait lorsqu'en 1803 l'ambassadeur serait fait prisonnier en France,.
À plus court terme, l'échec de la convention d'El Arish eut des conséquences sur la diplomatie britannique. Elgin et son secrétaire d'ambassade Spencer Smith devinrent définitivement irréconciliables. De mars à mai 1800, les deux hommes ne se parlèrent plus, empêchant de fait toute politique dans la région. En octobre, le gouvernement songea à rappeler les trois hommes. Finalement, en janvier 1801, Spencer Smith fut rappelé à Londres par la Levant Company, son frère restant amiral en Méditerranée orientale. Il répéta dès lors à qui voulait l'entendre que Lord Elgin était responsable de sa disgrâce. À peine rentré, il fut élu au Parlement où il continua sa campagne contre l'ambassadeur.

#### Victoire en Égypte: apogée de l'ambassade
En parallèle, sur le plan militaire, au début de l'année 1801, la France tenta d'envoyer une flotte de secours, commandée par Honoré Joseph Antoine Ganteaume, à ses troupes bloquées en Égypte. L'apprenant, la Grande-Bretagne rassembla un corps expéditionnaire de 17 000 hommes commandés par Ralph Abercromby (originaire du Clackmannanshire et voisin et ami de Lord Elgin). Les troupes britanniques s'installèrent à Marmaris (sud-est de l'Asie mineure, en face de Rhodes) pour s'entraîner à une attaque amphibie. Leur équipement n'étant pas suffisant, Abercromby demanda de l'aide à l'ambassadeur britannique. Celui-ci dépensa alors d'énormes sommes pour rassembler chevaux (acheminés de toute l'Asie mineure) et nourriture (que des navires apportèrent de toute la Méditerranée orientale) mais aussi pour installer des chantiers navals capables de construire rapidement de navires de débarquement et pour lequel il fit venir d'immenses quantités de bois. Elgin paya sur ses fonds propres, pour accélérer le processus, mais il envoya les factures (de plusieurs milliers de livres) au gouvernement britannique. Ces dépenses eurent un effet immédiat considérable : le cours de la livre plongea par rapport à celui de la piastre ; et un effet à plus long terme : la valeur relative du salaire d'Elgin diminua d'autant.
Le 8 mars, les troupes britanniques débarquèrent sans trop de problèmes à Aboukir puis mirent après l'été le siège devant Alexandrie. En septembre, les troupes françaises capitulèrent, selon des termes équivalents à la convention d'El Arish.
Lord Elgin fut fêté par les autorités ottomanes qui le couvrirent de cadeaux, à nouveau. Sélim III détacha une aigrette de son turban pour lui offrir. L'ambassadeur fut décoré de l'Ordre du croissant (serti de diamants). Il reçut aussi chevaux et pelisses. Lady Elgin fut quant à elle invitée par Mihrişah Sultan (en), la Sultane validé, un honneur inédit. Elle fut escortée par une troupe d'eunuques noirs. Constantinople fut illuminée pendant sept jours et tous les soirs un feu d'artifice était tiré. Les Elgin louèrent un bateau afin de profiter au mieux des célébrations. En guise d'apothéose, le Sultan sortit de son palais et se montra à son peuple. Ce fut alors que Lady Elgin commit le sacrilège de faire passer sa barque devant le Sultan (l'obligeant donc à jeter les yeux sur un étranger). Il la salua aimablement et lorsqu'elle s'éloigna, Sélim III prit son télescope pour continuer à l'observer. Le protocole s'était d'ailleurs assoupli au point où elle put saluer ses amies du harem qui apparaissaient aux fenêtres.

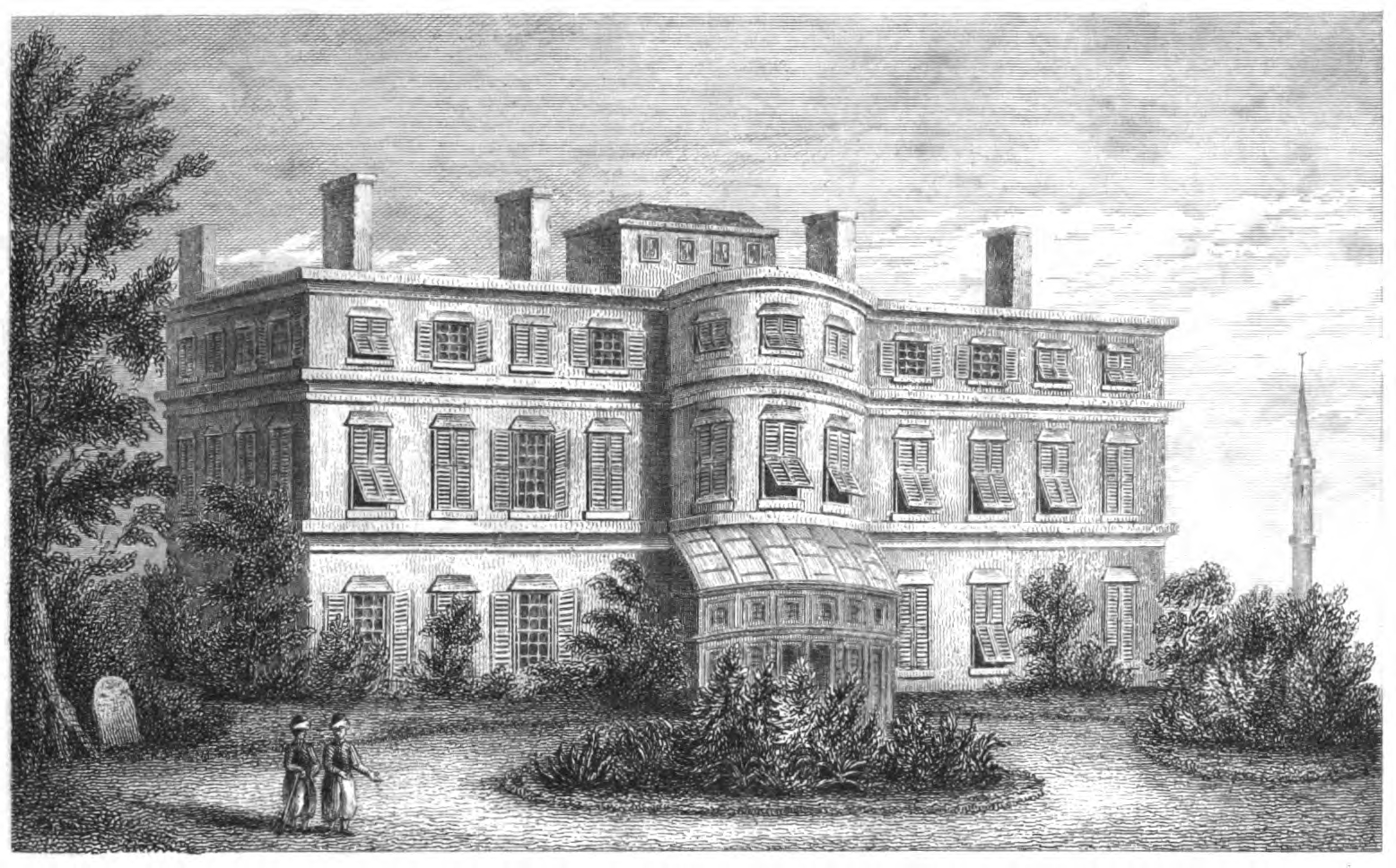
Le nouveau bâtiment de l'ambassade britannique à Constantinople, construit sur les ordres de Lord Elgin, sur des plans de son architecte Balestra.

Le crédit dont l'ambassadeur jouissait lui permit d'obtenir diverses faveurs. Il fit libérer tous les Français emprisonnés dans l'Empire depuis le déclenchement des hostilités en Égypte : il jugeait inapproprié que des « civils » aient à souffrir d'un conflit armé auquel ils n'avaient pas pris part ; cela allait contre ses habitudes chevaleresques. De même, il fit affranchir les « esclaves maltais ». Ces derniers étaient les marins que l'Ordre de Malte utilisaient sur ses navires corsaires. Capturés par la flotte ottomane, ils étaient réduits en esclavage dans les chantiers navals de Constantinople (en). Cependant, depuis septembre 1800, ils étaient au moins nominalement sujets britanniques. 160 hommes au total furent libérés. En moyenne, ils avaient été esclaves six à huit ans, cependant, deux d'entre eux l'étaient depuis plus de quarante ans. Le Capitan pacha (responsable des chantiers navals) leur remit à tous la somme de 48 piastres en guise de rémunération pour le travail accompli au moment où ils embarquèrent pour rentrer à Malte.
Lord Elgin obtint aussi la construction d'un bâtiment pour abriter l'ambassade britannique auprès de la Porte. Depuis son arrivée, il était en effet installé dans le Palais de France, l'ambassade française vidée de ses occupants. Les Ottomans en acceptèrent la construction et fournirent un terrain. De son côté, l'ambassadeur en arracha le financement au gouvernement britannique et surtout à la Levant Company qui avait toujours refusé. Il fit venir d'Athènes son architecte Balestra qui dessina sur ses ordres un bâtiment très similaire à Broomhall, la résidence écossaise d'Elgin,.
Cette année 1801 fut l'apogée de l'ambassade d'Elgin à Constantinople. Il reçut une lettre de félicitations du gouvernement britannique. En effet, la Grande-Bretagne n'avait jamais été aussi puissante et aussi influente en Méditerranée orientale. Cependant, à la grande déception d'Elgin, il ne reçut que cette lettre de félicitations. Il avait espéré bien plus : entrer dans un des ordres de chevalerie ou être fait Pair de Grande-Bretagne (pour être membre de droit de la Chambre des Pairs et non élu en tant que Pair d'Écosse). Il envoya à cet effet un « Memorial to the King », via le Foreign Office, détaillant l'intégralité de sa carrière diplomatique et sollicitant une « marque de faveur » du souverain. Cela resta sans effet.

### Carlyle et la recherche de manuscrits

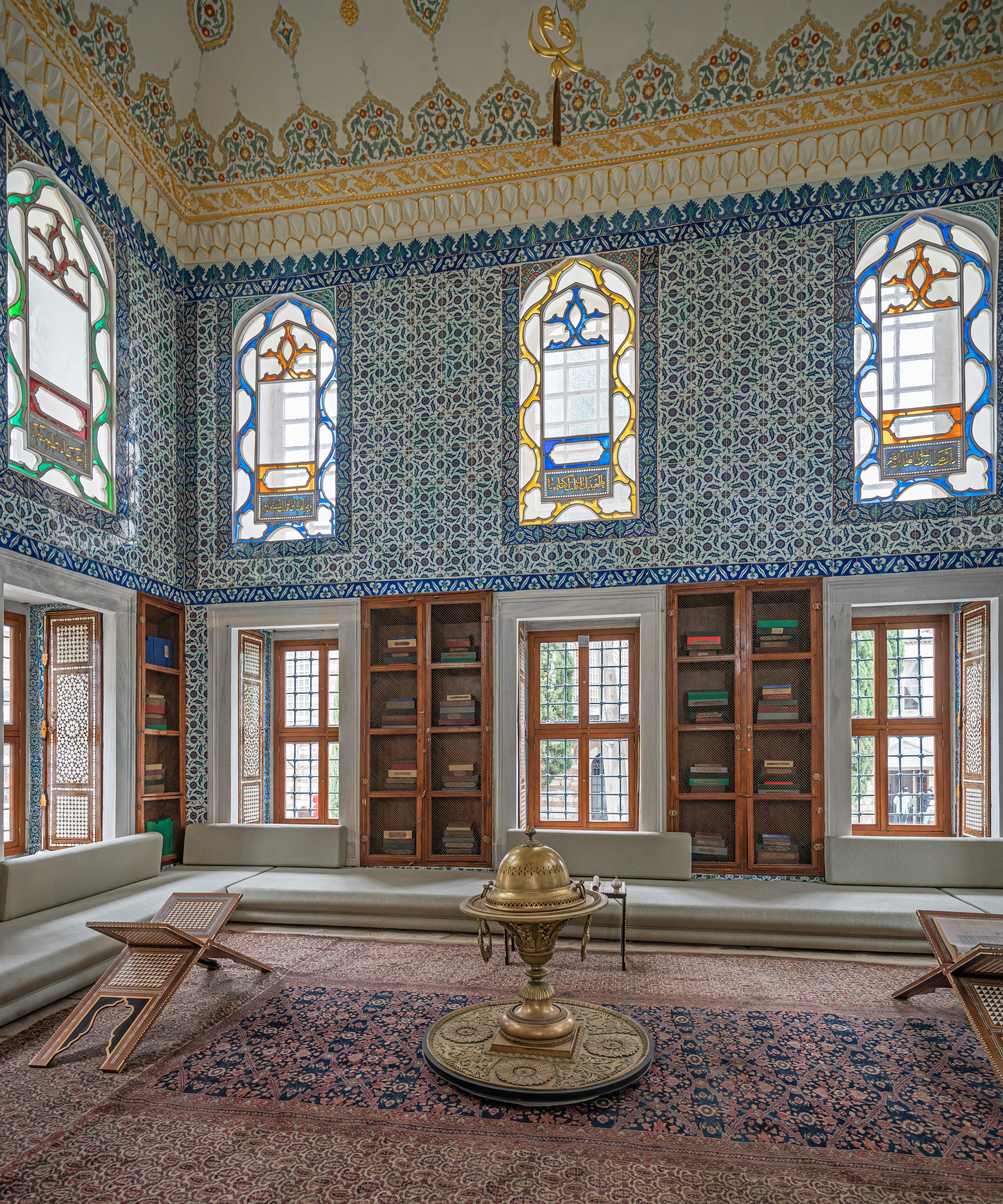
Intérieur de la bibliothèque d'Ahmet III, au Sérail, dont le contenu déçut Joseph Dacre Carlyle.

Joseph Dacre Carlyle avait été attaché à l'ambassade Elgin avec pour objectif principal d'accéder à la bibliothèque du Sérail pour y chercher des manuscrits inédits en Occident. Dès l'arrivée à Constantinople, un firman avait été sollicité dans ce but. En janvier 1800, il n'avait toujours pas été accordé. Des cas de « peste » ayant été signalés dans le quartier du Palais, celui-ci fut alors interdit. Carlyle se rabattit sur les rares bibliothèques publiques de la capitale et les rares librairies du grand bazar.
Durant les premiers mois de 1800, Carlyle se rendit en Égypte et Terre Sainte. De retour à Constantinople, il insista auprès de l'ambassadeur pour qu'il réitérât ses demandes de firman. L'autorisation tardant toujours à venir, Carlyle tenta une approche non officielle. Le Capitan pacha était un ami personnel du couple Elgin. Il avait été esclave pendant trente ans au Sérail où il était devenu un des proches du futur sultan Sélim III (ce fut aussi grâce à cette proximité qu'il avait été nommé grand amiral de la flotte ottomane). Carlyle décida d'utiliser ces connexions. Malgré tout, ce fut grâce à Youssouf Aga qu'il réussit à entrer au Sérail. Celui-ci, Crétois d'origine, était le favori et l'intendant de la femme la plus puissante de l'Empire, la mère du Sultan, ce qui faisait de lui l'un des hommes les plus puissants de l'Empire. À force de cadeaux, Carlyle finit par obtenir de Youssouf Aga une lettre d'introduction pour le gouverneur du Sérail. Il put enfin y entrer en novembre 1800, un an après son arrivée à Constantinople. La bibliothèque du Sérail se révéla aussi décevante que toutes celles qui avaient été explorées précédemment : elle ne contenait que des volumes « récents », en arabe, persan ou turc. Cet aspect de l'ambassade d'Elgin était donc un échec.
Carlyle décida donc de rentrer en Grande-Bretagne, en explorant sur le chemin du retour les bibliothèques des monastères du mont Athos. Lord Elgin autorisa son chapelain Philip Hunt à accompagner le professeur. Ils quittèrent Constantinople en mars 1801 et firent une première longue étape dans la plaine de Troie. Là, ils achetèrent statues et inscriptions qui rejoignirent la collection de l'ambassadeur dans la capitale ottomane.

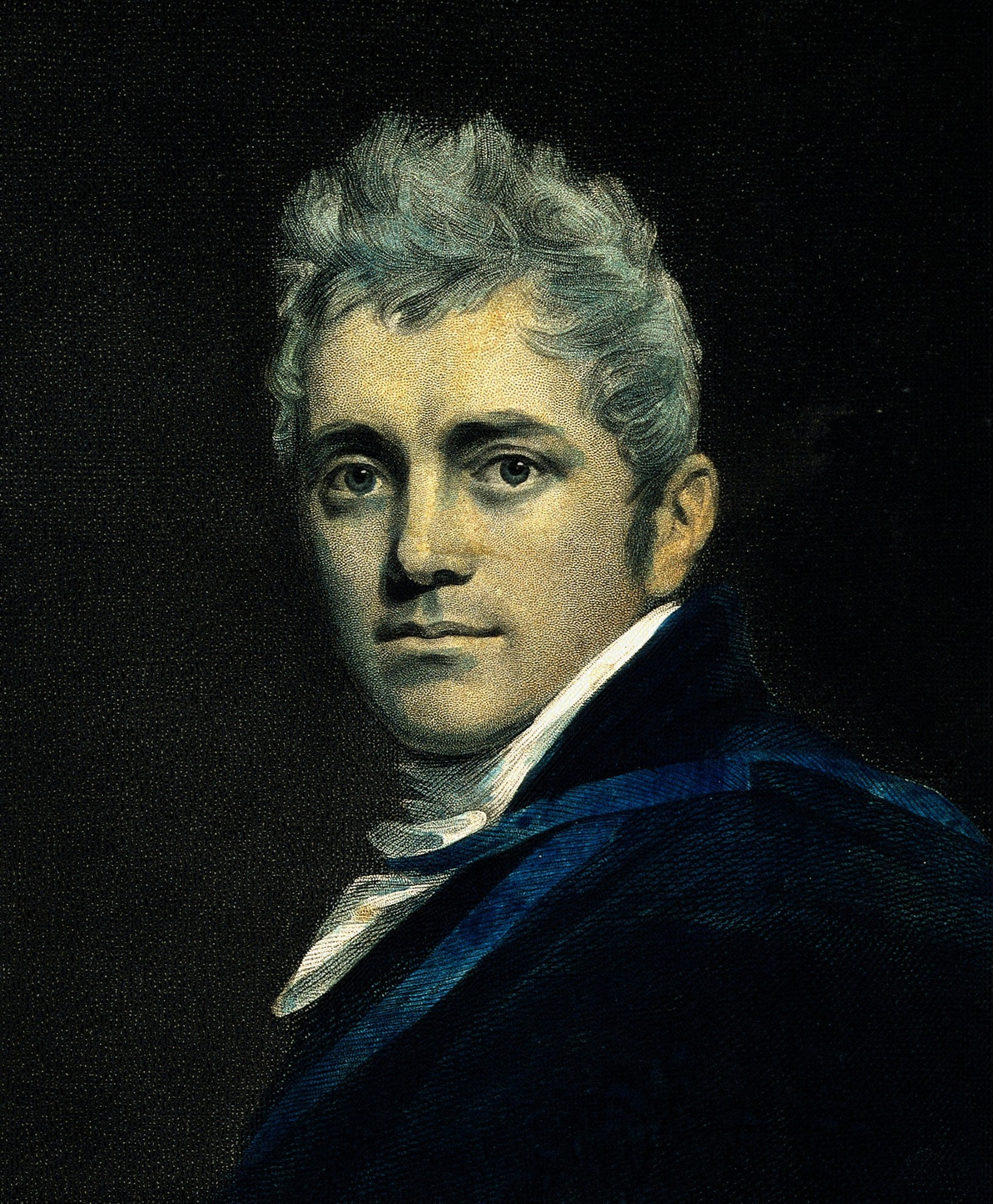
Edward Daniel Clarke

Cependant, en Troade, ils firent une rencontre qui eut d'importantes conséquences. Edward Daniel Clarke, un collègue de Carlyle, puisqu'il enseignait la minéralogie à l'université de Cambridge, accompagnait alors son pupille, J. M. Cripps, dans son Grand Tour. Les deux hommes avaient déjà fait escale à Constantinople où ils avaient été cordialement reçus par l'ambassadeur britannique. Lord Elgin leur avait même fait admirer sa collection naissante. Lusieri qui était alors dans la capitale ottomane profita de leur départ pour les accompagner une partie du chemin alors qu'il regagnait Athènes. Le dessinateur fit cadeau de certains de ses dessins (qui d'après son contrat appartenaient à Elgin) à Clarke ; bien lui en prit, ce furent les seuls qui survécurent. Après le départ de Lusieri, les quatre hommes explorèrent d'abord la plaine ensemble. Très vite, un désaccord se fit sur la localisation de l'ancienne Troie. Le désaccord dégénéra en querelle. Celle-ci, loin de s'éteindre, s'envenima au fil des années. Elle s'étendit même à leur entourage. Clarke n'attaquait au début que Carlyle, mais il inclut rapidement Lord Elgin.

### Divorce
Lady Elgin rentra au Royaume-Uni avant son mari. Elle eut une aventure avec Robert Ferguson of Raith (en), un des membres de sa suite. Elgin et elle finirent par divorcer. Elgin se remaria ensuite avec Elizabeth Oswald.

### Captif de Napoléon
En 1803, l'ambassade d'Elgin se termina. Il rentra au Royaume-Uni. Il fit d'abord une étape à Athènes où il emmena avec lui tous les artistes qu'il avait engagés pour travailler sur les antiquités de la ville, laissant Giovanni Battista Lusieri seul. Il passa ensuite Pâques à Rome où il prit contact avec Antonio Canova en vue d'une potentielle restauration de sa collection. Elgin poursuivit ensuite sa route vers le nord, par voie de terre. Il se trouvait en France lorsque la paix d'Amiens fut rompue le 18 mai 1803. Il fut arrêté par les autorités françaises. Il fut placé en détention ou en résidence surveillée dans plusieurs endroits en France. Le gouvernement français essaya alors de le compromettre dans diverses intrigues. Napoléon tenta aussi de lui acheter sa collection d'antiquités, ce qu'il refusa. Finalement, il fut libéré en 1806, après qu'il eut fait le serment de rester à la disposition des autorités françaises qui pourraient dès lors le rappeler quand elles le désiraient. Cela signifiait qu'il ne pouvait plus poursuivre sa carrière diplomatique au service du Royaume-Uni,.
Lord Elgin fut un temps enfermé au château fort de Lourdes. Un notable local, le juge Bascle de Lagrèze, lui reprocha d'avoir dépouillé le château de certaines des trouvailles romaines faites antérieurement dans son enceinte.

### L'affaire Tweddell
Une vive polémique opposa Elgin à la famille Tweddell, qui accusa Elgin du vol d’une partie des travaux de John Tweddell et d'avoir fait disparaître les preuves après que les papiers et collections du jeune Britannique mort à Athènes lui eurent été confiés.

### Fin de vie
Après la vente de sa collection au British Museum en 1816, Lord Elgin se retira définitivement de la vie publique. Comme il restait très endetté, il préféra vivre hors de Grande-Bretagne. Il mourut à Paris le 4 novembre 1841. Son fils, James l'héritier du titre, fut lui aussi diplomate et passa lui aussi la plus grande partie de sa vie à l'étranger, à cause des dettes dont il avait hérité.

## Les marbres du Parthénon

### Recrutement de l'équipe

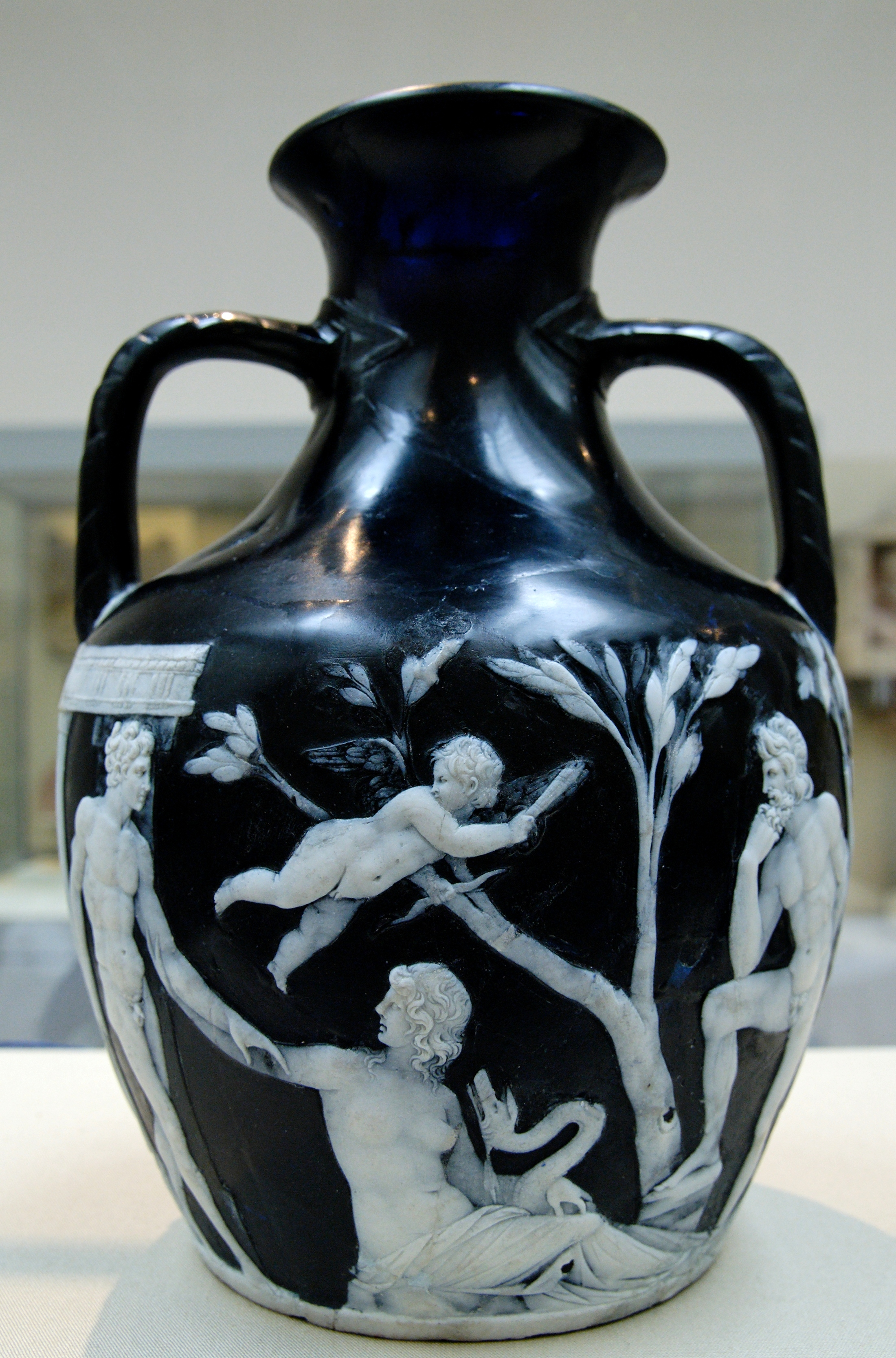
Le vase Portland, première scène

Lors de son escale à Palerme, Lord Elgin se lia avec l'ambassadeur de Grande-Bretagne auprès du royaume de Sicile, William Hamilton en qui il voyait un modèle pour ce qu'il se proposait de faire. En effet, Hamilton était un grand collectionneur d'antiquités. Sa première collection comptait 730 vases et plus de 6 000 pièces. Ruiné, il avait dû la vendre au British Museum, non sans en avoir entamé une publication. Il en commença une nouvelle immédiatement qu'il dut à nouveau vendre. Hamilton avait surtout un temps possédé le vase Portland (avant de le vendre à la duchesse de Portland qui lui donna son nom). Ce vase avait eu une importance considérable sur le goût britannique, par son influence sur Josiah Wedgwood. Elgin se promettait en fait d'avoir le même type d'influence sur l'architecture et la sculpture avec ses projets athéniens. Il s'en ouvrit à Hamilton qui l'encouragea et lui recommanda d'engager le peintre paysagiste Giovanni Battista Lusieri pour réaliser les vues d'Athènes. Le contrat passé stipula que le salaire de Lusieri serait de 200 £ par an (soit beaucoup plus que ce que Lord Elgin proposait aux artistes britanniques) mais tous les travaux du peintre seraient la propriété exclusive de son patron,.
Lusieri et William Richard Hamilton, le secrétaire particulier d'Elgin, se rendirent ensuite à Naples et Rome pour recruter un second peintre et un mouleur. La tâche n'était pas aisée. La conquête française avait vidé le pays de ses artistes : certains avaient fui devant l'avancée française (comme Lusieri), d'autres avaient été engagés par la France pour procéder au déménagement des œuvres d'art saisies par la Révolution, d'autres enfin avaient suivi les œuvres à Paris (il n'y avait ainsi plus que six mouleurs à Rome). Lord Elgin avait de plus ajouté des conditions à l'embauche : il fallait vérifier que les candidats n'avaient pas d'opinions politiques pro-françaises ou pro-révolutionnaires ; et il fallait qu'ils ne fussent pas trop chers (il avait fixé les salaires à un maximum de 50 £ par an). Le choix était donc limité. Un peintre d'origine russe, Feodor Ivanovitch, surnommé « Lord Elgin's Calmuck » fut engagé pour 100 £ par an. Il devint vite évident à Hamilton que deux artistes comme suggéré par Elgin ne serait pas suffisants. De même, dessinateurs et mouleurs travaillaient souvent en équipe de deux. Il se résolut donc à engager deux dessinateurs (pour 125 £ par an pour les deux ensemble) pour mesurer les monuments : un architecte bossu, Vincenzo Balestra, et un étudiant, Sebastian Ittar ; et deux mouleurs (pour 100 £ par an chacun), Bernardino Ledus et Vincenzo Rosati,. Hamilton embaucha aussi un orchestre de chambre de six musiciens. L'équipe arriva en Sicile en décembre 1799 où elle resta bloquée quatre mois, ne pouvant voyager en temps de guerre. Dessinateurs et mouleurs travaillèrent sur les ruines d'Agrigente et Syracuse.
L'équipe au complet atteignit Constantinople en mai 1800 et Athènes en août de la même année,.

### Les premiers marbres

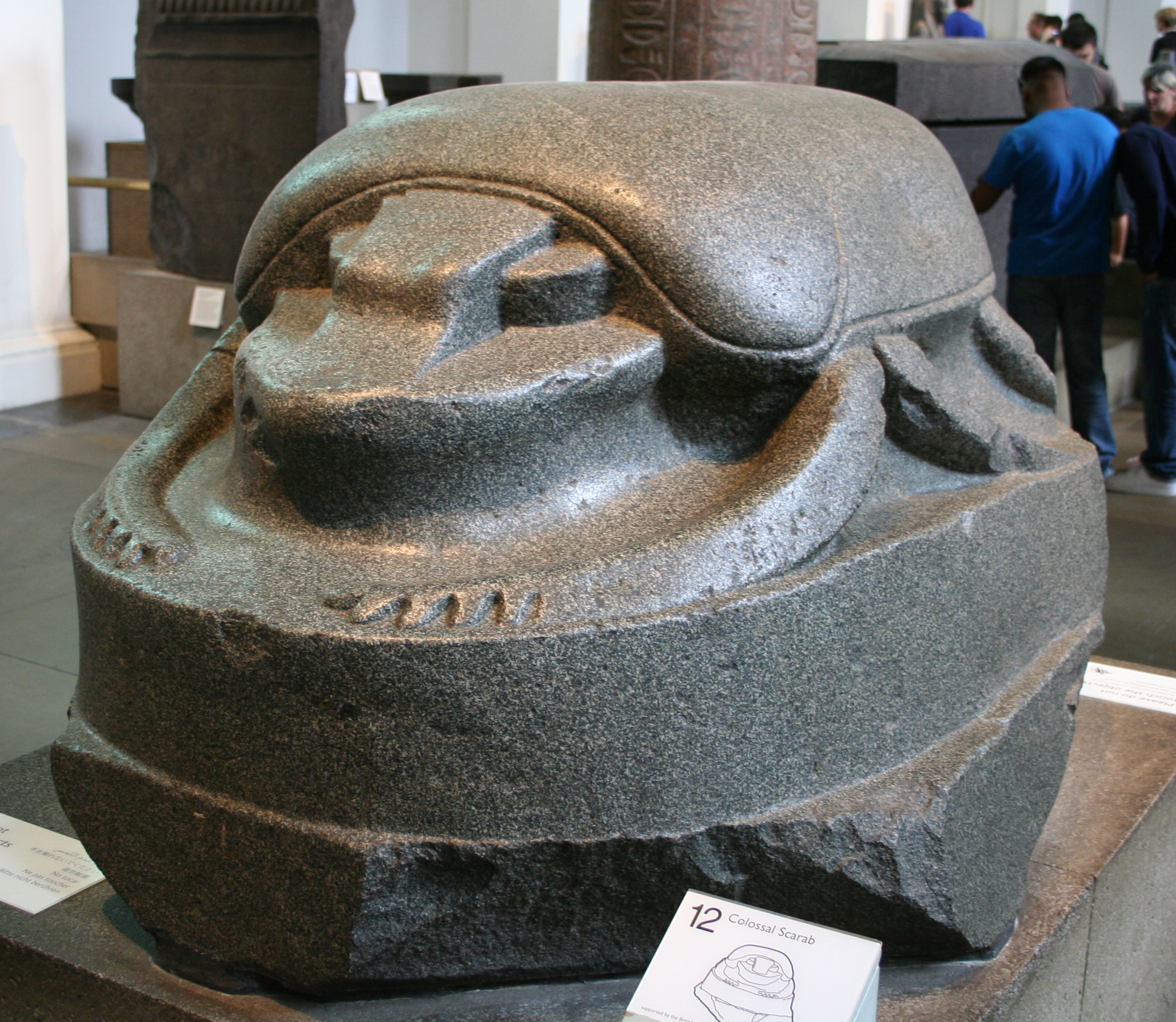
Un scarabée égyptien ; l'un des premiers objets antiques acquis par Lord Elgin.

Avant même d'avoir atteint Constantinople, Lord Elgin fit escale à l'entrée des Dardanelles et visita avec son épouse et une partie de sa suite un site identifié comme celui de Troie. Durant l'excursion, la troupe s'arrêta à Yenice. Devant l'église du village se trouvaient une base de colonne sculptée et une stèle avec une inscription qui servait à la fois de banc et de pierre miraculeuse. Les villageois, ayant perdu la mémoire de ce qu'étaient ces objets et ne pouvant lire les inscriptions avaient fait de la stèle un objet qui guérirait les malades,.
En conséquence de cette double utilisation, l'inscription était très effacée, selon Brian Cook. Dans une autre version, celle de William Saint-Clair, divers voyageurs occidentaux avaient proposé de les acheter (Mary Wortley Montagu en 1718, un Anglais au milieu du XVIIe siècle, un Français du temps de Louis XIV et un agent de Choiseul-Gouffier quelques années plus tôt). Les villageois avaient à chaque fois refusé car, disaient-ils, lorsqu'ils avaient vendu un premier fragment, le village avait été frappé par une peste. Aussi, pour éviter la convoitise des voyageurs, ils avaient systématiquement brisé les têtes et martelé l'inscription. Celle-ci pouvait encore malgré tout être restituée grâce aux notes prises par des voyageurs précédents. Lord Elgin décida alors de « sauver » ces antiquités. Il se tourna vers le Capitan pacha, le grand amiral ottoman, et obtint les deux fragments de marbre. Les troupes de la mission militaire britannique qui se trouvaient dans les Dardanelles pour en restaurer les fortifications, furent envoyées dans le village. Doublement armées, de fusils et de l'ordre du Capitan pacha, elles s'emparèrent des marbres, malgré l'opposition des villageois et les transportèrent à bord du Phaeton qui les ramena à Londres. Ce furent les premiers « marbres Elgin »,. La collection fut complétée dès l'arrivée dans la capitale ottomane, avec l'achat d'un énorme scarabée de granite provenant d'Égypte.

### Travaux en Grèce

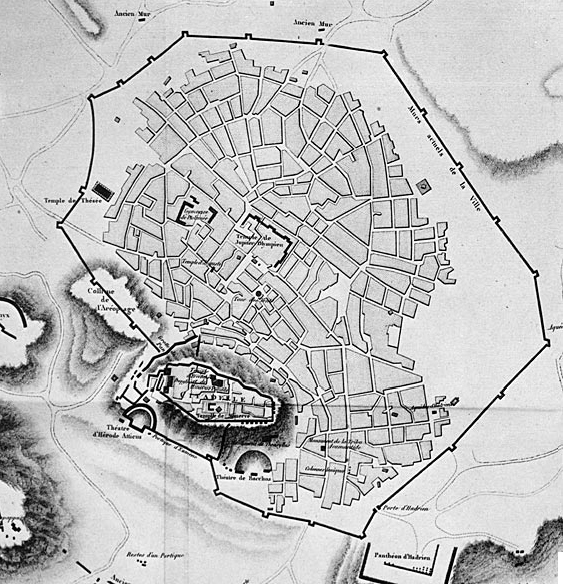
Plan de l'Athènes contemporaine dressé par Louis-François-Sébastien Fauvel (avant 1798).

Athènes à la fin du XVIIIe siècle était, en population, la 43e ville de l'Empire ottoman. Elle comptait environ 13 000 maisons, sur et autour de l'Acropole, entourées d'un mur d'à peu près 3 mètres de haut, qui servait autant à protéger la ville des bandits qu'à marquer ses limites fiscales. Elle était gouvernée, soit pour l'État ottoman directement, soit pour le Kizlar Agha (chef des eunuques noirs) qui en touchait les impôts, par un gouverneur civil (voïvode) et un gouverneur militaire (disdar). L'Acropole était la forteresse de la ville. Les monuments antiques, encore visibles, encore debout et disposant encore d'un toit étaient toujours utilisés : l'Érechthéion servait de poudrière ; le « Théséion » avait été converti en église ; la Tour des Vents était utilisée comme tekke par les derviches tourneurs. Dans les ruines du Parthénon, une mosquée avait été construite. Les autres ruines servaient de carrière où les habitants puisaient des matériaux de construction.
L'interlocuteur principal de l'équipe d'Elgin à Athènes fut le consul de Grande-Bretagne Logotheti. C'était lui qui négociait avec les autorités ottomanes locales,. Les objectifs initiaux qui avaient été fixés aux agents de l'ambassadeur étaient au départ et clairs et peu ambitieux : ils devaient dessiner, mouler et mesurer les monuments et leur décor. Certes, Lord Elgin envisageait d'acquérir des antiquités pour sa collection, mais ce n'était pas la priorité : si des antiquités étaient à vendre, ses agents pouvaient les acheter, mais ils n'avaient pas à activement en rechercher. Pendant longtemps, le marché des antiquités à Athènes avait été dominé par Louis-François-Sébastien Fauvel. Cependant, avec la Campagne d'Égypte, Athènes fut mise en état de siège et les Français qui y résidaient furent incarcérés, dont Fauvel, laissant le champ libre aux agents d'Elgin,.

#### Lefirmanet son interprétation
Le disdar faisait de nombreuses difficultés, refusant de laisser les étrangers accéder à la forteresse militaire. L'Acropole était aussi le principal quartier turc : les Occidentaux sur des échafaudages auraient ainsi pu voir les femmes turques dans les maisons. Logotheti ne cessait d'écrire à l'ambassadeur Elgin afin qu'il obtînt pour ses agents une autorisation. Une première étape avait été franchie dès février 1801 quand, pour cinq guinées par jour, le disdar accorda le droit de venir dessiner les monuments de l'Acropole. Il refusa cependant l'installation d'échafaudages qui auraient permis aux mouleurs d'accéder aux statues. Ceux-ci se rabattirent sur les sculptures du « Théséion » et du monument de Lysicrate (des bâtiments « chrétiens » situés dans la ville basse),. Lusieri finit par se rendre à Constantinople pour faire un premier bilan des travaux et tâcher de convaincre Elgin d'obtenir les autorisations. Il semblerait en fait qu'un premier firman avait été accordé mais se serait perdu en route ou n'aurait pas été accepté par le disdar. Au printemps 1801, une flotte française, commandée par Honoré Joseph Antoine Ganteaume et chargée de porter secours aux troupes françaises en Égypte, se rassemblait à Toulon. Les services secrets britanniques évoquèrent la possibilité que cette expédition pourrait effectuer un débarquement en Grèce. Elgin passa l'information aux autorités ottomanes qui ordonnèrent aux gouverneurs des provinces de se préparer. Le disdar d'Athènes obéit et interdit à nouveau l'accès à la forteresse aux Occidentaux (donc de fait aux employés d'Elgin). Cette interdiction n'était pas totale : en juin, selon la bonne volonté du disdar, les étrangers (agents d'Elgin, William Gell ou Edward Dodwell) étaient ponctuellement autorisés à entrer sur l'Acropole, pour cinq guinées en moyenne à chaque fois. Cependant, un accès régulier n'était pas garanti. De plus, il fallait subir les vexations (et les taxes exceptionnelles supplémentaires sur place) du disdar, de son fils et des soldats.
En mai 1801, les beaux-parents d'Elgin, les Nisbet, accompagnés de Philip Hunt et Joseph Dacre Carlyle, firent escale à Athènes et purent visiter l'Acropole avec Lusieri comme guide. Ils écrivirent à leur gendre, qui commençait en fait à désespérer de jamais réussir à réaliser son projet de dessins et moulages. Ils lui décrivirent l'excellent travail réalisé jusque-là et insistèrent sur la nécessité d'obtenir un firman définitif pour accéder à la frise et aux métopes. Philip Hunt était de retour dans la capitale ottomane à peu au moment où la lettre des Nisbet y arriva. Il fit un rapport circonstancié, dans un memorandum remis le 1er juillet à son employeur, sur ce qui avait été réalisé et sur ce qu'il était nécessaire de faire pour poursuivre le travail : entrer dans la forteresse et y dessiner ou mouler les bâtiments antiques ; y ériger des échafaudages et y procéder à des fouilles pour mettre au jour les fondations ; emporter toute sculpture ou inscription qui ne serait pas utile au bon fonctionnement de la forteresse ou de ses murailles. Dans les suggestions de Hunt, il n'y a pas celle de prendre les sculptures sur les bâtiments eux-mêmes. L'ambassadeur réitéra sa demande de firman auprès de son ami le Capitan pacha dès le 14 juin. Le 27 juin, les troupes françaises assiégées au Caire se rendirent. Le 6 juillet, Elgin obtenait un nouveau firman signé par le Caïmacan pacha et rédigé en « italien ». Ce document faisait partie de tous les cadeaux que le pouvoir ottoman avait offerts alors à l'ambassadeur britannique. Le texte était très proche du memorandum de Hunt. Le 8, celui-ci quitta la capitale avec le document et il atteignit Athènes le 22 juillet,,. En route, il fit une étape dans les Dardanelles pour prendre réception de statues et d'inscriptions pour la collection Elgin.
Le firman était adressé au voïvode et au cadi d'Athènes ; cependant, il n'était pas très clair. Son texte répondait plus ou moins aux demandes d'Elgin (et donc au memorandum de Hunt). Les cinq agents d'Elgin pouvaient aller et venir dans la citadelle d'Athènes et y faire leur travail : y monter des échafaudages sur l'« ancien temple des idoles », en mouler les ornements et statues visibles, y mesurer les fragments et vestiges des autres édifices en ruines, y creuser les fondations pour y chercher des inscriptions dans les gravats ; nul ne devait les molester, toucher à leur échafaudage et autres instruments de travail ni les empêcher d'emporter toute pierre portant une inscription ou un décor. Là était la possibilité d'une interprétation : les agents d'Elgin étaient-ils autorisés à emporter ce qu'ils trouvaient lors de leurs fouilles ou autorisés à emporter tout ce qu'ils voulaient des bâtiments antiques,, ? Le très long texte du firman étant très précis par ailleurs, il semble logique que les autorités ottomanes envisageaient la première interprétation : fouiller et emporter. Cependant, elles ne se souciaient pas forcément non plus beaucoup de ce qui pourrait arriver au Parthénon. De même, Elgin, dans une lettre à Lusieri, envoyée après avoir obtenu le firman insistait encore sur la nécessité de mouler le décor sculpté. Une dernière difficulté se posait : les agents de l'ambassadeur ne disposaient d'aucun échafaudage ni chariot. Ils profitèrent de l'emprisonnement puis l'exil de Fauvel pour récupérer tout son matériel,.
Philip Hunt pesait à l'été 1801 d'un poids diplomatique plus important que s'il avait été simple chapelain de l'ambassadeur. En effet, la menace française était encore importante et les autorités britanniques restaient persuadées d'une attaque imminente sur la Grèce. Elles avaient donc demandé à Elgin d'envoyer quelqu'un qui pût à la fois faire un rapport circonstancié de l'état des forces, mais aussi qui pût peser sur les autorités locales et les dissuader de traiter avec la France. Hamilton et Morier n'étant pas disponibles, Elgin fit de son chapelain un secrétaire particulier provisoire et la Porte lui adjoignit un haut fonctionnaire (un Mou Bashir) qui ferait respecter son autorité. Il disposait aussi de toutes sortes de lettres fournies par le pouvoir ottoman et surtout de nombreux cadeaux (télescopes, tissus, chandeliers ou pistolets) afin de faciliter les contacts.
Le 23 juillet, Hunt présenta le firman au voïvode d'Athènes (techniquement, même si le voïvode était le gouverneur civil, il restait le supérieur hiérarchique du disdar, gouverneur militaire). L'entretien fut, semble-t-il, peu cordial, mais la présence du Mou Bashir et les divers cadeaux furent efficaces. Hunt réussit à imposer une première interprétation large du firman. Il commença par exiger que le firman fut étendu à tous les sujets britanniques ; Dodwell et Gell avaient été ses condisciples à l'université. Il demanda réparation pour les traitements qu'ils avaient subis de la part du disdar et de ses hommes. Le fils du disdar fut convoqué (son père était à l'agonie). Il se présenta pieds nus. Le Mou Bashir lui signifia leur exil ; Hunt intercéda et grâce leur fut faite. Cependant, le Mou Bashir prévint que toute nouvelle plainte entraînerait un envoi aux galères. Finalement, les Britanniques furent autorisés sur l'Acropole du lever au coucher du soleil.
Dès le 24 juillet, les agents d'Elgin entamèrent un travail intensif. Ils commencèrent par mouler et dessiner la frise ouest, qui était la seule qui resta en place sur le monument jusqu'en 1993,,. Des ouvriers furent embauchés en grand nombre. Ils furent encadrés par des marins britanniques dont le navire mouillait au Pirée. Lusieri put enfin obéir aux instructions spécifiques qu'il avait reçues d'Elgin. Ses équipes collectèrent tous les morceaux avec inscription ou décor qui se trouvaient sur l'Acropole ; des fouilles y furent entreprises. Une équipe détruisit toutes les constructions « modernes » qui « obstruaient » le porche des cariatides de l'Érechthéion,,.
Fin juillet, Hunt tenta le tout pour le tout : il demanda l'autorisation d'enlever une des métopes du Parthénon. La réponse déciderait de l'interprétation définitive du firman et serait potentiellement un tournant. La situation lui fut à nouveau favorable : le vieux disdar venait de mourir et son fils espérait lui succéder. Le poste s'était transmis dans la famille depuis plus d'un siècle, mais une confirmation impériale était nécessaire. Les Britanniques pouvait faire pencher la balance entre d'un côté les galères et de l'autre le poste de gouverneur. Le choix fut vite fait. Le disdar convaincu, le voïvode ne fit pas de difficultés, après quelques cadeaux. Seul le consul de Grande-Bretagne Logotheti souleva des objections : il était grec et archonte (poste honorifique) d'Athènes. Cependant, il avait peu de poids. Philip Hunt réussit donc à imposer une interprétation définitive qui lui convenait : les agents d'Elgin avaient le droit de prendre et d'exporter les sculptures du Parthénon et des autres bâtiments de l'Acropole d'Athènes en plus du droit d'y fouiller (ainsi qu'ailleurs en Attique) et de prendre ce qui serait découvert,,.
Lors de la commission d'enquête parlementaire en 1816, lorsqu'il lui fut demandé pourquoi il avait élargi le champ d'application du firman, Hunt répondit qu'il voulait sauver les sculptures du Parthénon, dont une partie avait déjà disparu ou été endommagée depuis les dessins de Richard Dalton en 1749 ou les moulages de Louis-François-Sébastien Fauvel des années 1790.

#### Les grands travaux

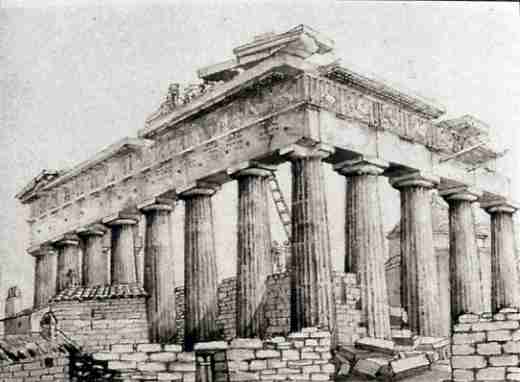
Lusieri sur le Parthénon.

Le 31 juillet 1801, la première métope avait été enlevée du Parthénon. En juin 1802, la moitié du décor sculpté avait été descendu du bâtiment. Les fouilles mirent au jour des éléments tombés lors de l'explosion de 1687. Parfois, les efforts se soldaient par un échec. Ainsi, l'équipe acheta une maison, la détruisit et creusa jusqu'à atteindre le roc, sans résultat. Le propriétaire se moqua alors des ouvriers en expliquant que les morceaux de marbre qu'il avait trouvés avaient été depuis longtemps réduits en chaux. En septembre 1802, une huitième métope fut retirée, et en octobre une neuvième. Il semblerait que ce fût à leur sujet que Lusieri utilisa à propos de son travail de l'adjectif « barbare » : il avait dû enlever la corniche pour prendre les métopes. Fin 1802, l'équipe d'Elgin s'attaqua aux Propylées alors en ruines. Un chapiteau dorique et un fût ionique et des moulures furent collectés. La cariatide, une colonne et un morceau d'architrave de l'Érechthéion ne furent pris qu'en 1803.
Occupé par son ambassade à Constantinople, Lord Elgin ne se rendit qu'une fois, à Athènes pour surveiller les travaux de ses employés, du 1er avril au 15 juin 1802. Il fit désencombrer la colline de la Pnyx, et dégagea les quatre degrés par lesquels on montait à la tribune. Depuis Athènes, il fit un tour du Péloponnèse, mais sans les enfants. Il passa par les îles de l'Égée lors de son aller-retour Constantinople-Athènes : Ténédos (fin mars 1802), Salamine (mai 1802), Kéa (juin 1802), Tinos, Mykonos, Délos, Rhénée, Paros, Antiparos (juillet 1802). Il explora Délos et Rhénée, ainsi que les carrières de marbre de Paros et la grotte d'Antiparos. Il s'empara de quelques statues et antiquités, dont un autel provenant de Délos.
À Mycènes, Lord Elgin fit nettoyer l'intérieur du Trésor d'Atrée et emporta quelques fragments de gypse et de marbre coloré. Hunt envisagea à cette occasion d'emporter la « Porte des Lionnes ». Les difficultés matérielles le firent renoncer.
De retour à Constantinople à l'été 1802, Elgin aurait obtenu de la Porte des documents approuvant l'aide que les autorités locales athéniennes lui avaient apportée. Lusieri aurait remis ces documents au voïvode et au disdar. Cependant, ces textes auraient depuis disparu. Leur existence pourrait cependant être capitale pour prouver que l'ambassadeur aurait effectivement eu l'approbation des autorités ottomanes.
L'ambassade d'Elgin se termina en 1803. Sur le chemin du retour, il fit étape à Athènes et emmena avec lui tous les artistes, laissant Lusieri seul. Il poursuivit les travaux sur l'Acropole jusqu'en mai 1804. Les fouilles en Attique continuèrent jusqu'en octobre 1805, date à laquelle le voïvode les interdit définitivement. Les agents d'Elgin avaient pu jusque-là travailler sans opposition. Le seul qui aurait pu gêner les agents d'Elgin était le Français, Louis-François-Sébastien Fauvel. Cependant, en raison du conflit franco-ottoman, il avait été emprisonné en 1797 puis expulsé en 1801. Lusieri utilisa même le matériel de Fauvel (attelage et échafaudage), le seul à Athènes capable de transporter des charges aussi lourdes que les marbres du Parthénon. En effet, depuis près de vingt ans, le Français essayait lui aussi de s'en emparer. Les travaux durèrent en fait jusqu'à ce que l'ambassadeur de France, profitant d'un retournement des alliances, ne remît en cause les accords.
Les travaux des membres de l'équipe d'Elgin ne se limitèrent pas à Athènes. Elgin leur demanda de travailler aussi sur Salamine et Égine, en Attique, en Morée et dans les Cyclades.
Au total, Lord Elgin fit enlever de l'Acropole d'Athènes par Lusieri, de 1801 à 1805 : 12 statues des frontons, 156 dalles de la frise, 13 métopes, la frise du temple d'Athéna Niké et une cariatide, avant que les Turcs y interdisent tous travaux. En tout, plus de 200 caisses. Lord Elgin fut attaqué sur ce sujet, et accusé de vol, d'extorsion.

### Difficultés d'exportation
Les nombreuses caisses d'antiquités collectées par les agents d'Elgin voyagèrent de la Grèce vers Londres sur plusieurs navires. Les deux premières métopes furent emportées par un navire marchand de Raguse, mais elles restèrent longtemps bloquées à Alexandrie. Le Mentor, brick personnel d'Elgin chargea dix caisses de marbre et de moulages qui furent aussi transportées jusqu'au port égyptien. Deux navires de guerre britanniques (apparemment deux navires français capturés : HMS La Diane et HMS Mutine) embarquèrent aussi une partie de la collection. Lady Elgin aurait même réussi à convaincre le capitaine de la Mutine à embarquer un peu plus que ce qu'il avait accepté dans un premier temps.
Le Mentor coula par près de 22 mètres de fond fin septembre 1802 dans le port de Cythère, avec à son bord dix-sept caisses de « marbres » contenant entre autres quatorze plaques de la frise et quelques autres marbres (dont le « trône Nisbet » que l'archevêque d'Athènes avait offert aux parents de Lady Elgin qui l'avaient offert ensuite à leur fille),,. Quatre caisses furent repêchées rapidement grâce à des pêcheurs d'éponges. Le reste fut récupéré en 1803 (cinq caisses) et 1804 (les huit dernières), à grands frais (pour un total de 5 000 livres). Tous les dessins réalisés par Lusieri furent détruits par le naufrage.
En 1803, lorsqu'Elgin fut arrêté par les autorités françaises, il restait encore une quarantaine de caisses d'antiquités (marbres, mais aussi vases et monnaies) au Pirée. Lusieri n'eut pas, tout le temps de la captivité de son patron (1803-1806) les moyens financiers d'en poursuivre l'exportation. De son côté, Fauvel était à nouveau à Athènes, depuis janvier. Après l'arrestation d'Elgin, il suggéra que les caisses stockées au Pirée fussent confisquées, à « titre d'indemnité ». L'ambassadeur de France à Constantinople, le général Brune était d'accord. La confiscation ne put pourtant se faire. Brune réussit cependant en 1804 à faire annuler le firman accordé à Elgin. En 1807, la situation se renversa complètement. La guerre anglo-turque commença. Lusieri fut à son tour chassé d'Athènes, abandonnant son matériel (celui de Fauvel) et les antiquités qu'il s'était appropriées. Avec l'aide de François Pouqueville, le médecin d'Ali Pacha de Janina, Fauvel réussit à s'emparer d'une partie de la collection. Cent-vingt vases gagnèrent l'Épire à dos de mulet. Par contre, rien ne fut possible pour les marbres du Parthénon : trop lourds, ils ne pouvaient traverser la Grèce d'est en ouest et la puissance maritime britannique empêchait un transport par la mer.
En 1809, lorsque le traité des Dardanelles mit fin à la guerre, Lusieri put revenir à Athènes. Il avait un nouveau firman qui l'autorisait à emporter les caisses de marbres en attente. Pour Brian Cook du British Museum, ce nouveau firman est la preuve que, même si le premier qui avait permis d'enlever les sculptures des monuments avait été entaché d'irrégularités, ce second en validait, si ce n'est le fond, au moins l'esprit. En 1810, il ne restait plus que cinq caisses au Pirée. Elles furent embarquées le 22 avril 1811 à bord de la frégate HMS Hydra, à bord de laquelle se trouvait aussi Lord Byron.

### Exposition de la collection
Tant que Lord Elgin était encore en poste à Constantinople puis prisonnier des Français, les caisses de marbres qui arrivaient à Londres restaient fermées, entreposées d'abord chez la duchesse de Portland puis chez le duc de Richmond.
Lord Elgin loua une résidence sur Park Lane pour exposer, de façon temporaire, sa collection à partir de juin 1807. Il put alors lui aussi voir pour la première fois les antiquités qui avaient été collectées en son nom,. Les caisses arrivèrent petit à petit des différents ports où elles avaient été stockées. Elgin devait aller régulièrement à Customs House pour leur faire passer les douanes. Là, il découvrit une partie de la collection Choiseul-Gouffier que Fauvel avait rassemblée pour son patron. Les caisses, qui comprenaient une métope, avaient été embarquées en 1803 à bord de la corvette française L'Arabe. Celle-ci avait été arraisonnée par la flotte britannique et envoyée à Londres sur ordre de Nelson. Les marbres avaient été considérés comme des parts de prise que le gouvernement britannique envisagea d'acheter à l'équipage. Cependant, ils semblent avoir été oubliés. Les douaniers finirent par penser qu'ils faisaient partie de la collection Elgin. Il ne les en dissuada pas et emporta les caisses de Choiseul avec les siennes,. Antonio Canova avait été contacté en vue d'une restauration des statues de marbre, comme c'était alors la mode. Il refusa d'y toucher, déclarant que ce serait un sacrilège. Son élève John Flaxman n'eut pas ces scrupules et accepta de s'en charger, mais la restauration n'eut jamais lieu car Elgin était ruiné. Sa dette totale à la suite de frais occasionnés par sa collection s'élevait à 27 000 livres et Flaxman en réclamait 20 000 pour ses travaux, soit dix ans du revenu d'Elgin,.
Exposés dans un « abri de jardin » dans la résidence Elgin sur Park Lane, les marbres furent rapidement très à la mode. Toute la bonne société londonienne ainsi que les artistes vinrent visiter l'exposition temporaire. Les difficultés de Lord Elgin s'aggravèrent cependant. Richard Payne-Knight, membre influent de la Société des Dilettanti, déclara que les marbres ne dataient que de la période d'Hadrien, se basant sur les conclusions de Jacob Spon qui s'était rendu à Athènes à la fin du XVIIe siècle. Payne-Knight soutint cette thèse jusqu'à sa mort, dix-huit ans plus tard. Elle fut acceptée par beaucoup, parfois dans une version plus subtile : les marbres auraient été endommagés durant l'Antiquité et restaurés à l'époque d'Hadrien,.

### Vente de la collection
Lord Elgin avait été ruiné par le coût important des travaux en Grèce et du transport de ses marbres, ainsi que par son divorce et par le fait que sa carrière diplomatique était terminée. Il n'avait plus les moyens de conserver sa collection. Il tenta à de multiples reprises de la vendre au gouvernement britannique, et ce, dès 1803. En 1810, Elgin la proposa une nouvelle fois à l'État britannique. Il négocia pendant un an avec Joseph Planta, bibliothécaire principal du British Museum et Charles Abbot, Speaker de la Chambre des Communes. En mai 1811, il finit par demander 62 440 livres (ce que les travaux lui avaient coûté plus quatorze ans d'intérêts). Le gouvernement marchanda à 30 000 livres ; Elgin refusa.
Pressé par ses problèmes financiers, Lord Elgin quitta sa résidence de Park Lane en juillet 1811. Les marbres furent entreposés dans une arrière-cour de Burlington House qui appartenait alors au duc de Devonshire. Leur simple « déménagement » ajouta 1 500 livres aux dépenses d'Elgin,. En 1812, les dernières caisses arrivèrent de Malte. Avec la fin des guerres napoléoniennes, Visconti, conservateur du Département des Antiques du musée du Louvre, répondit à l'invitation d'Elgin et vint voir les marbres. Il écrivit à leur sujet un mémoire élogieux, financé par Lord Elgin qui le conserva précieusement, bien décidé à l'utiliser dans ses futures négociations de vente.
En mars 1815, le duc de Devonshire avait vendu Burlington House et l'hôtel particulier devait être détruit. Lord Elgin dut trouver une solution pour ses cent vingt tonnes de marbre. Il contacta à nouveau le British Museum. Le musée désigna un comité de réflexion, présidé, à la grande déception d'Elgin, par Richard Payne Knight, aidé de son disciple Lord Aberdeen. William Richard Hamilton, l'ancien secrétaire particulier d'Elgin, était devenu secrétaire permanent au Foreign Office. Elgin le consulta pour trouver une solution pour court-circuiter le comité Knight. Le Lord écrivit le 8 juin 1815 au chancelier de l'Échiquier, Nicholas Vansittart, suggérant plutôt une commission d'enquête parlementaire de la Chambre des communes. L'idée était non plus de négocier l'achat des marbres, mais d'étudier la façon dont ils avaient été acquis et de conclure si, et à quel prix, la nation pouvait les acheter.
Après l'accord du ministre, Elgin vint lui-même présenter sa requête aux Communes, le 15 juin 1815, en déposant un mémoire intitulé The Petition of the Earl of Elgin Respecting his Collection of Marbles. Cependant, l'actualité immédiate et ses conséquences (bataille de Waterloo) firent que la discussion fut reportée à l'année suivante. Le moment était peu favorable et à Elgin et à un débat sur la question. À cette même époque, la France vaincue devait restituer les œuvres d'art qu'elle avait prélevées à travers l'Europe. La question de la restitution des « marbres Elgin » se posa alors sérieusement, même si le prince-régent y était opposé. En parallèle, Louis Ier de Bavière déposa dans une banque londonienne une somme destinée à acheter les marbres si le gouvernement anglais devait les refuser,. La question des quelques marbres (dont une métope du Parthénon) provenant de la collection Choiseul et confisqués en 1803 se posa à nouveau. Elgin proposa de les rendre à leur propriétaire qui les croyait encore à Malte. La question de leur statut : parts de prise revenant à l'équipage ; propriété de l'État britannique ; propriété de Lord Elgin ou propriété du comte de Choiseul-Gouffier resta alors en suspens.
En février 1816, Lord Elgin, assuré du soutien du Prince-Régent, fit une nouvelle proposition de vente. La commission parlementaire procéda alors à diverses auditions. Elgin fut reçu le premier. Il demanda que les marbres lui fussent achetés au prix qu'ils lui avaient coûté, plus les intérêts, soit 74 240 livres. Il insista sur la différence qui, selon lui, existait entre la valeur des marbres (inestimable) et ce qu'il avait dépensé pour les apporter en Grande-Bretagne. Vint ensuite le tour de William Richard Hamilton qui confirma les déclarations d'Elgin et proposa une estimation du « prix » à 60 000 livres. Divers artistes furent ensuite auditionnés. Il s'agissait de déterminer la qualité des sculptures : étaient-elles du niveau des chefs-d'œuvre comme l'Apollon du Belvédère ou le Laocoon ? incarnaient-elles le Beau idéal ? le fait qu'elles n'aient pas été restaurées diminuait-il leur valeur ? Joseph Nollekens, John Flaxman ou Richard Westmacott les considérèrent comme les plus belles sculptures qu'ils avaient jamais vues, bien supérieures à l'Apollon du Belvédère. Richard Payne Knight, qui avait eu, par voie de presse, une querelle avec Elgin, maintint sa version d'une date tardive (période d'Hadrien) ; il suggéra 25 000 £ pour l'ensemble. Il ne réussit pas à convaincre la commission. Lord Aberdeen proposa une évaluation un peu supérieure (35 000 £) qui fut celle adoptée par la commission. Celle-ci se pencha aussi sur la façon dont la collection avait été acquise. Sa conclusion fut que le gouvernement ottoman avait bel et bien donné son autorisation aux travaux. Cependant, elle considéra que Lord Elgin, bien qu'ambassadeur, avait agi en tant que personne privée et n'avait pas engagé la responsabilité de son gouvernement. Le contenu des auditions, les débats et les conclusions furent publiées le 25 mars. Lord Elgin accepta les 35 000 livres : il était trop endetté pour refuser, mais il le resta. La Chambre des Communes discuta du rapport de la commission le 7 juin 1816 et approuva ses conclusions par 82 votes pour et 30 contre. Les marbres devinrent propriété de la nation et furent transférés au British Museum. Les quelques marbres provenant de la collection Choiseul-Gouffier furent considérés comme en dépôt temporaire au musée jusqu'à ce que leur propriétaire les réclamât. Il mourut en 1817 sans l'avoir fait : ils entrèrent définitivement dans les collections du British Museum en 1818,. Dans la loi d'achat votée par le Parlement, il fut proposé un amendement stipulant que la Grande-Bretagne ne garderait les marbres que jusqu'à ce que leur propriétaire légitime les réclamât. Mais cet amendement fut rejeté.

### Controverse
Au début des années 1810, les travaux de l'équipe d'Elgin sur le Parthénon furent dénoncés comme des déprédations, principalement par le grand poète alors à la mode, Lord Byron, mais aussi par Edward Daniel Clarke qui publia le récit de voyage le plus populaire de l'époque, ou par l'archéologue Edward Dodwell. Lord Byron fut décisif dans le changement d'avis de l'opinion publique, surtout avec la parution du chant II du Pèlerinage de Childe Harold en 1812, qui venait compléter son The Curse of Minerva en 1811.
Dans The Curse of Minerva, Athéna s'adresse ainsi au narrateur :
« ’Scaped from the ravage of the Turk and Goth,

Thy country sends a spoiler worse than both." »
« Nous avions échappé aux ravages du Turc et du Goth 

Ton pays nous envoie un barbare pire que ces deux-là réunis. »
Certaines attaques se firent plus personnelles et cruelles. Lord Elgin souffrait depuis très longtemps d'une maladie (très probablement la syphilis bien qu'elle n'ait alors été décrite que comme des « rhumatismes ») qui lui avait fait perdre une partie du nez. De plus, un de ses fils était atteint d'épilepsie. Ces maladies furent utilisées pour se moquer d'Elgin.
Lord Elgin refusa toujours d'entrer à la Société des Dilettanti, même quand, après la mort de Richard Payne-Knight, les Dilettanti eux-mêmes le lui proposèrent.